# Parkour

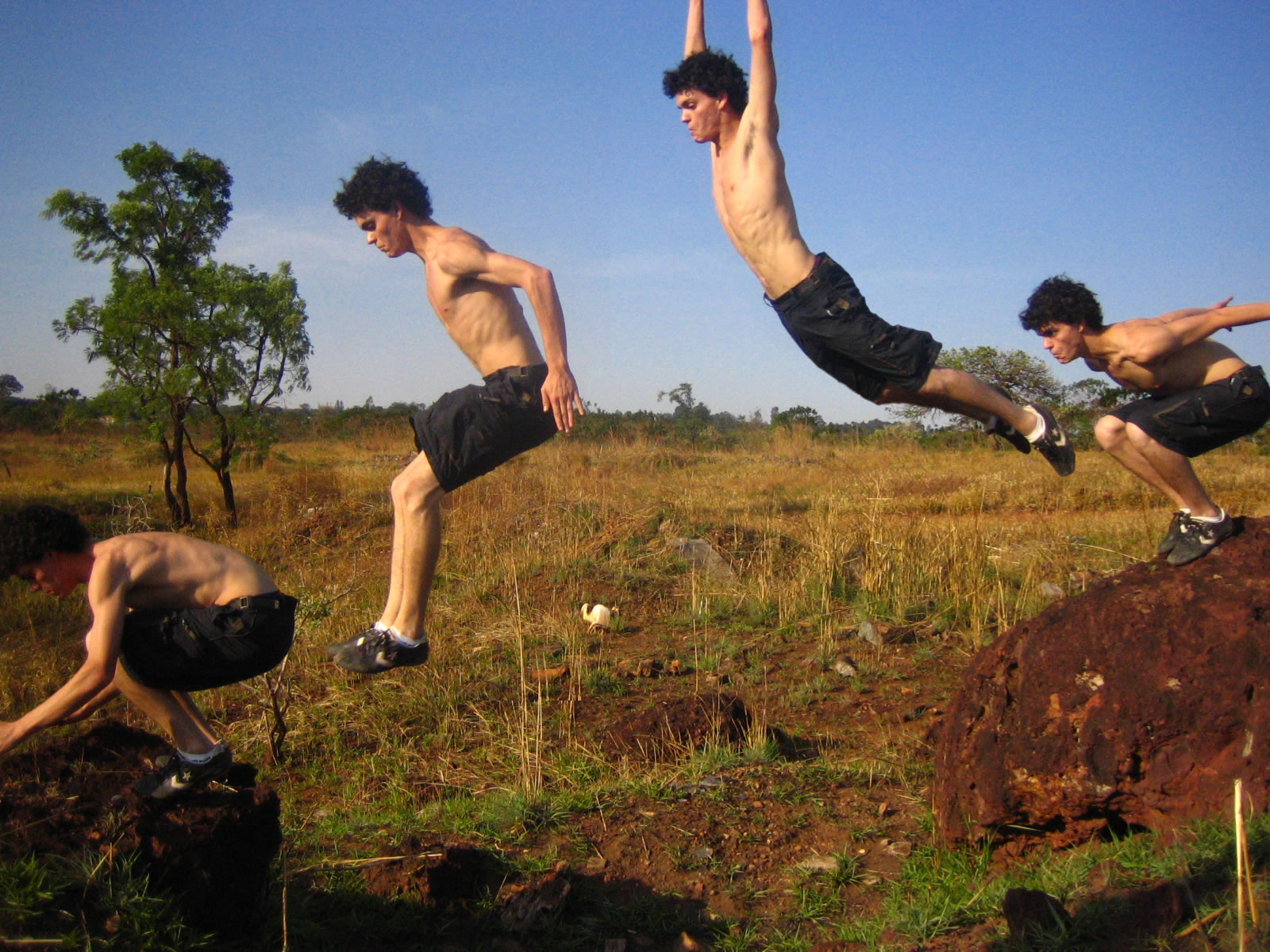
Salto de precisão (saut de précision, no original), um dos saltos mais comuns na prática do parkour.

Desenvolvido como um método de treinamento que permite ao indivíduo, ultrapassar de forma rápida, eficiente e segura qualquer  obstáculo utilizando somente as habilidades e capacidades do corpo humano, o parkour foi desenvolvido inicialmente na França entre meados e final da década de 1980. O termo é proveniente de uma adaptação da palavra original parcours e foi sugerido por um amigo de David Belle, o qual por sua vez, junto com alguns amigos de adolescência, é considerado como fundador do parkour. Ainda, o termo parcours tem relação com o "Parcours du combattant", mais conhecido como a pista de obstáculos do pentatlo militar. A modalidade tem diversas influências de práticas corporais e entre estas, destacam-se as ginásticas e o Método Natural de Educação Física de Georges Hébert, também conhecido como "Méthode Naturelle", o qual também se utilizava de habilidades e capacidades corporais para superar obstáculos e desafios tanto em ambientes urbanos como quantos naturais. A modalidade pode ser praticada tanto individualmente  quanto em grupo.
Ao praticante do sexo masculino, este é denominado traceur e seu equivalente feminino é traceuse. Ambas grafias são de origem francesa, porém para maior disseminação e facilidade de pronúncia, o termo em inglês 'tracer' [trey-ser], foi o mais difundido. O parkour tornou-se uma prática reconhecidamente esportiva no Reino Unido, embora a concepção de esporte seja diferente daquela empregada no Brasil, dado aos diferentes tipos de esportes que a Educação Física nacional concebe.

## Generalidades
O fundador do parkour, David Belle atribui a inspiração para criar o método de treinamento, a seu pai e mentor Raymond Belle (1939-1999), o qual foi treinado na guerra da Indochina (período pré-guerra do Vietnã) e posteriormente atuou como soldado pelas forças armadas francesas. A partir de 1958, Raymond deixou o exército e entrou para o corpo de bombeiros de Paris na França. Raymond também é lembrado pelos seus feitos na ginástica, no esporte e pelos recordes em saltos, arremessos com vara e subida em corda, feitos estes que construiu enquanto fez parte da corporação.

Salto do gato (saut de chat, no original em francês) também conhecido como cat leap, é um tipo de salto feito para se fixar em um lugar pendurando com as mãos.

O parkour é uma forma de prática corporal pouco explorada no quesito de fundamentação teórica e de produção científica no cenário acadêmico, o que torna a modalidade um pouco difícil de ser categorizada. De acordo com o seu fundador, David Belle, o parkour consiste essencialmente em superar todos os obstáculos, seja eles físicos ou mentais em qualquer tipo de ambiente, natural ou urbano.
A prática requer treinamento físico metódico, dedicação, comprometimento e visa principalmente a eficácia, poupando energia para ultrapassar os obstáculos e evitando ferimentos de quaisquer ordem. Os praticantes do parkour atribuem ao mote être et durer ('ser e durar', traduzido do francês), a importância do fortalecimento e da longevidade na prática por meio do treino constante, buscando sempre melhorar a si enquanto ser humano. Essa ideia de manter o corpo forte e vigoroso a longo prazo foi absorvida do Método Natural de Georges Hébert e ainda é propagada por muitos praticantes.
A prática do parkour é comummente vinculada em uma visão grosseira e deturpada de que seus praticantes são "puladores de prédios", arruaceiros e desocupados. Porém, somente quem realmente adentra a prática ou busca informações sobre, seja por curiosidade, ou por vontade, acaba por descobrir que o parkour é, acima de tudo, uma disciplina de cunho de exercício físico e moral, voltada para o desenvolvimento de habilidades e capacidades do corpo, usando de corridas, variações de movimentos quadrupedais, diversos tipos de rolamentos, formas de escaladas, equilíbrios, saltos e outras formas de movimento para ultrapassar os obstáculos de maneira rápida, eficiente e segura, os quais podem levar a novos patamares de exploração do movimento humano.

## Terminologia
Existem outras duas formas de expressão com vínculo direto com a prática e em muitos países são tratados também como sinônimos do parkour: A "Art du déplacement" ('Arte do deslocamento', em português) e o "Free Running"  (Corrida livre', em português).
O termo Art du déplacement foi o primeiro nome dado a prática corporal que viria a ser mais tarde também nomeada como parkour. Esse nome foi sugerido por Sébastien Foucan, considerado por muitos o co-fundador do parkour e também fundador do Free Running. O nome perdurou através dos Yamakasi, considerados o primeiro grupo de parkour.
Por sugestão de seu amigo Hubert Koundé, David Belle remodelou a palavra parcours ('percurso', em português), primeiramente retirando a letra 's', a qual não é pronunciada pela voz e substituiu o 'c' por um 'k' para sugerir agressividade e causar mais impacto ao pronunciar, e também como forma de universalizar o termo.
Sébastien Foucan, co-fundador do parkour também é considerado o fundador do Free Running. Embora semelhantes, a prática estabelecida por Sébastien Foucan expressa uma vertente mais artística do parkour, onde são realizadas acrobacias e a estética do movimento é ressaltada em detrimento da objetividade. O nome Free Running foi sugerido por Guillaume Pelletier para uma apresentação de Sébastien Foucan no documentário Jump London para o Channel 4 do Reino Unido, visando maior facilidade na comunicação com a língua inglesa e entendimento da prática.
Traceur e traceuse são derivados do termo fracês tracer [tʀase], cuja grafia, que embora semelhante a grafia em inglês tem pronúncia diferente e normalmente significa 'traçar', ou melhor dizendo, 'aquele que percorre um caminho'. O termo foi originalmente utilizado como o nome do grupo de parkour Original Tracers, que era liderado por David Belle, também eram parte deste grupo Sébastien Foucan e Stéphane Vigroux.

## História
O parkour surgiu de uma necessidade de movimentar-se impetrada por David Belle, seus primos e seus amigos durante a sua adolescência, inicialmente em Fécamp na Normandia e posteriormente, nos subúrbios de Paris, em Lisses e Sarcelles, onde David Belle buscou reforçar os laços com seu pai e começou a ter os primeiros insights sobre o que viria a ser o parkour, como a importância do fortalecimento físico e mental e os elementos que David Belle descreve com um tipo de filosofia. Entretanto, a ideia do movimento tem suas raízes que remetem ao final do século XIX com Georges Hébert, criador do Método Natural e posteriormente no século XX, com Raymond Belle, ex-soldado, atleta, bombeiro francês e uma das grandes inspirações para o desenvolvimento do parkour.

### Georges Hébert

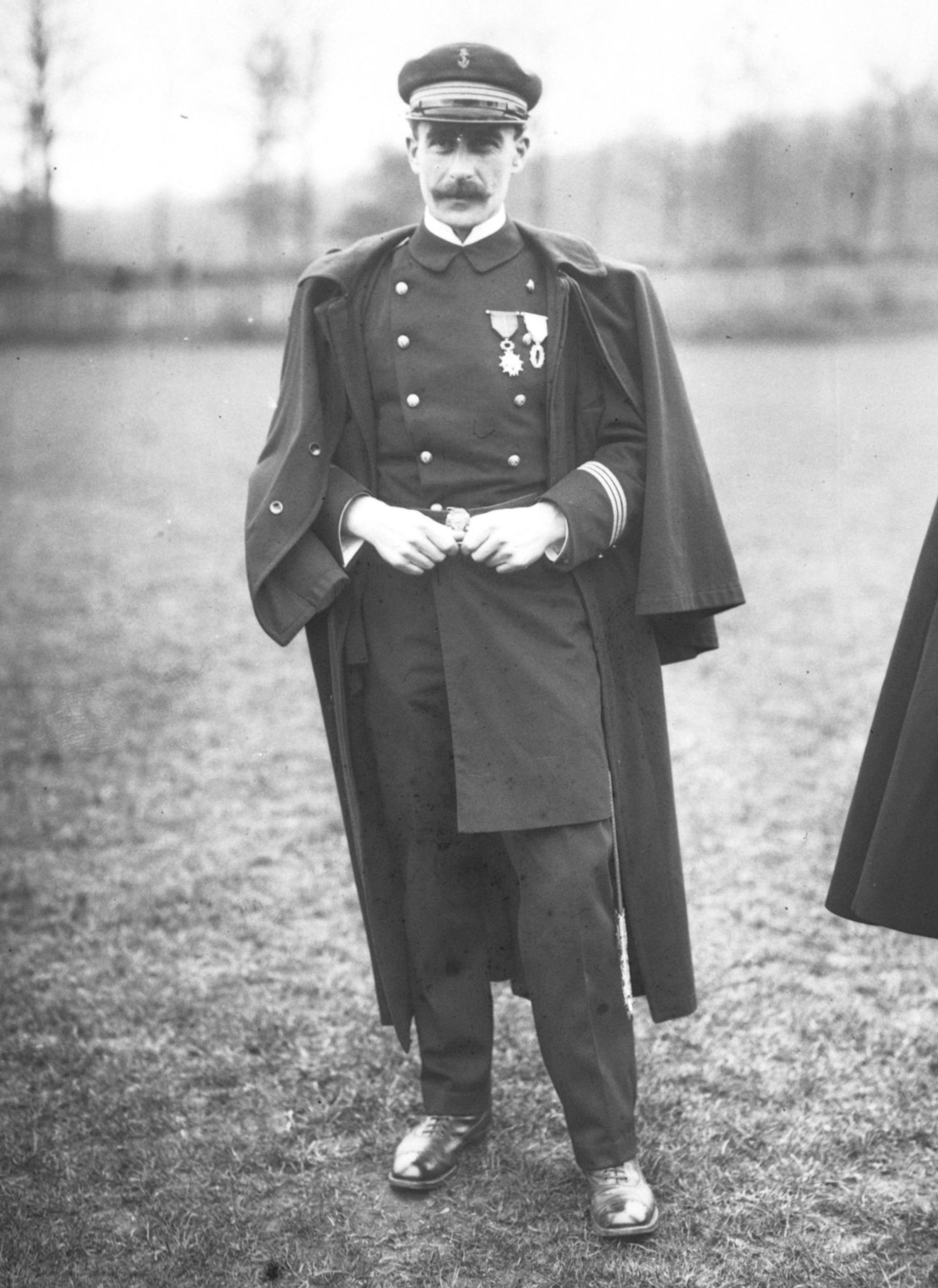
Georges Hébert, criador do Método Natural de Educação Física

Inicialmente, as maiores influências para o desenvolvimento do parkour foram Raymond Belle e o Método Natural de Educação Física de Georges Hèbert (1875-1957), método este ao qual Raymond Belle foi instruído na infância e adolescência. Georges Hébert foi um oficial da Marinha e profissional de Educação Física francês que observou o comportamento e o movimento dos homens das tribos africanas e de diversas outras partes do mundo durante as suas viagens como tenente da marinha francesa. Georges Hébert também pregava que um corpo sadio e atlético deveria combinar também coragem e altruísmo.
Georges Hébert desenvolveu seu método com base em 10 grupos de habilidades: marcha, corrida, saltos, movimento quadrupedal, escalada, equilíbrio, lançamentos, levantamentos, defesa pessoal e natação. Todos esses movimentos deveriam ser imbuídos com o desenvolvimento de outros elementos como força de vontade, coragem, frieza, resiliência, benevolência, honra e honestidade, e também havia a necessidade de desenvolver a respiração e a musculatura. O treinamento pelo Método Natural de Hébert se expandiu pelas forças armadas e posteriormente por escolas, academias e clubes. Ainda, os estudos de Georges Hébert deram origem a um livro publicado em 1912 intitulado L’education physique virile et morale par la méthode naturelle ('A Educação Física, virilidade e moral pelo Método Natural', em português).
Ainda, Georges Hébert, idealizaria uma pista de obstáculos para o treinamento da marinha francesa a qual foi denominada de parcours du combattant (ou 'percurso do combatente', literalmente). Mais tarde, esse sistema de treinamento e a pista de obstáculos ganhariam o respeito e admiração por forças armadas diversas ao redor do mundo, sendo copiado e adaptado por países como os EUA em decorrência das grandes guerras mundiais que viriam nos anos seguintes.
Posteriormente, Raymond Belle usaria alguns do elementos do Método natural de Georges Hébert para incentivar a busca pelo movimento em seu filho,  David. Assim, seja pela influência de Raymond, ou pela sua relação com o treinamento de Hébert, futuramente o parkour viria a usar alguns do elementos do Método Natural como a marcha, a corrida, os saltos, o movimento quadrupedal, a escalada e o equilíbrio, (lançamentos, levantamentos, defesa pessoal e natação não são considerados como elementos essenciais para a prática do parkour, pois envolvem combate ou movimentação em meios que não são comuns para os praticantes - nadar, por exemplo). Dessa forma é possível estabelecer uma relação, mesmo que pequena entre o Método Natural e o parkour, como "primos distantes". Nesse ponto, cabe ressaltar que o Método Natural desenvolvido por Hébert frisava aumentar as resistências orgânicas, realçar as aptidões para a execução de exercícios naturais e utilitários (os seus 10 grupos) e, sobretudo, desenvolver a energia, a qualidade de ação, a virilidade, para então subordinar esse conjunto de qualidades físicas bem treinadas a uma moral altruísta e física.

### Raymond Belle

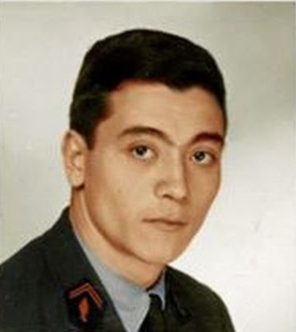
Raymond Belle (1939-1999)

O pai de David Belle, Raymond Belle (1939-1999) nasceu e cresceu no Vietnã. Seu pai morreu e ele foi separado de sua mãe, sendo criado pelos tios do lado materno, os quais abusaram de Raymond em sua infância. Com sete anos de idade foi enviado para um orfanato militar onde colocou-se sob duras provações e treinamentos para tornar-se mais forte.
Durante as noites, enquanto todos dormiam, Raymond saía do orfanato e treinava nas árvores e corria pela mata, desenvolvendo suas habilidades e fortalecendo seu corpo realizando saltos, flexões e equilíbrios. Isso permitiu que Raymond sobrevivesse ao duro período o qual durou sua infância e início da adolescência. Depois da batalha de Dien Bien Phu em 1954, Raymond retornou à França onde permaneceu nas forças armadas até os 19 anos de idade, em seguida juntou-se ao corpo de bombeiros de Paris.
Em sua estadia na França e a reaproximação com seu filho David, Raymond lhe apresentou a palavra 'parcours', a qual seu filho David, relembra: "Ele me contou como, quando era criança no orfanato militar, acordava todas as noites para ir treinar, sozinho e maliciosamente, no 'percurso de assalto', mas também em outros percursos que ele havia inventado sozinho. Para mim, essa palavra, "parcours", era muito abstrata e não significava nada. Ele explicou que havia diferentes tipos de percursos - ou parcours - lá, como percurso de resistência, percurso de agilidade, percurso de resiliência, e assim por diante.".
Seu filho David, ressalta que existe uma diferença crucial entre o que seu pai fazia e o parkour que é praticando por muitos atualmente: "Para muitos, hoje em dia, parkour é algo divertido, mas para meu pai, era vital - uma questão de vida ou morte [...], [...] Para meu pai, parkour era suor, lágrimas e sangue.".
Ainda, Raymond é lembrado pelos seus feitos heroicos no corpo de bombeiros sendo voluntario para missões perigosas. Raymond tinha um senso de coragem, autocontrole e auto-sacrifício excelentes. Foi apelidado pelos companheiros de esquadrão com o nome Kamikaze. Ao longo de sua carreira, realizou difíceis resgates que lhe renderam inúmeras honrarias e medalhas e também se destacou com feitos atléticos sendo membro da equipe de treinadores de ginástica de Bombeiros de Paris, realizando demonstrações para jovens bombeiros ou grandes públicos. Ele também foi várias vezes campeão nacional militar em salto em altura e salto em distância.
Embora Raymond tivesse em seu passado uma vida com diversas conquistas e feitos memoráveis, este viveu seus últimos dias amargurado com seus próprios dilemas e memórias amargas e obscuras, os quais tiveram fim quando cometeu suicídio (um tiro em sua cabeça com uma espingarda calibre 12) na virada de ano entre 1999 e 2000. Antes de morrer, Raymond deixou uma mensagem para seu filho David, onde escreveu: 'La garde meurt mais ne se rend pas' ('O guarda morre, mas nunca se rende', em português).

### David Belle
Em 1973 nasce David Belle, um dos filhos de Raymond e Monique Belle. Este viria a ser o herdeiro dos ensinamentos de Raymond Belle e de suas técnicas de ultrapassar obstáculos. David teve experiências com diversas modalidades como: ginásticas, atletismo e artes marciais, porém seu rendimento escolar e seu comprometimento com atividades esportivas não era assíduo. Durante boa parte de sua infância, David Belle viveu e aprendeu com seu avô materno Gilbert Kitte, sendo este, além de Raymond Belle, um dos pilares da educação e formação de David.
Conforme crescia, David tornava-se mais curioso a respeito da vida do pai e por meios de conversas com este decidiu que necessitava e queria desenvolver suas habilidades para caso tivesse necessidade na sua vida. Nessas conversas David aprendeu mais sobre essa forma de treinamento que seu pai chamava de 'le parcours' e sobre as diversas repetições que ele havia feito para encontrar o seu próprio caminho. Raymond ensinou a David que treinar não é uma brincadeira, mas algo altamente vital que permitiria a ele sobreviver e proteger as pessoas com as quais ele se importava. David então percebeu que este era o caminho que ele buscava e começou a trilhá-lho. Isso veio a tornar-se mais importante que a escola e David colocou toda a sua atenção em seu treinamento.
Vale lembrar que David Belle também treinou o Método Natural enquanto esteve na marinha francesa em Vannes, e nesse ponto ele já havia percebido a diferença entre o 'parcours du combattant' e o método que viria a ser conhecido como parkour. Ou, nas palavras do próprio David Belle: " [...] meu pai e eu decidimos perceber os obstáculos de uma maneira diferente e mudar esse curso passível de algo positivo, pacifista e útil. E eu vi a diferença com o método de Hébert quando fiz o meu serviço militar na Marinha em Vannes.".
No livro escrito por Sabine Gros La Faige, David Belle ressalta diversos aspectos do que era o parkour enaltecendo o mais importante que seria a mentalidade do praticante e o entendimento dos seus princípio acima de tudo. Para Belle, o que vale é a o que o praticante tem em sua mente e não um amontado de vídeos de exibição: "o importante a ser desenvolvido é a auto confiança, o aprendizado da técnica, só assim ele entenderá os princípios do parkour" . Belle ainda ressalta as palavras de seu pai quando se trata de direcionar a disciplina no parkour: "Se dois caminhos se abrirem para você, sempre escolha o mais difícil, pois você sabe que pode trilhar caminho fácil".
David é considerado fundador e o mais influente propositor do método parkour pelo mundo.

### O grupo original
Durante o final da década de 1980 e início da década de 1990, David Belle conhece aqueles que viriam a ser seus parceiros de treino. Entre visitas frequentes à seu pai, que residia em Sarcelles e a vida com sua mãe que morava em Lisses, David conheceu amigos que por fim juntaram-se em um único grupo com a intenção de se movimentar, treinar e se fortalecer. Este grupo era originalmente formado por David Belle, Châu Belle Dinh, Williams Belle, os irmãos Yahn e Frederic Hnautra, David Malgogne, Malik Diouf, Guylain N'guba Boyeke, Laurent Piemontesi e Charles Perrière. Um dos fatores que influenciaram definitivamente esse garotos foram suas famílias, onde vários deles tinham pais e parentes que serviram as forças armadas, corpo de bombeiros, foram praticantes de artes marciais e até atletas. Uma menção de destaque cabe a presença, na época, de Katty Belle, única mulher a fazer parte do grupo original, porém, pouco lembrada ela era mais um integrante que carregava a força do nome da família Belle. Katty fez parte do surgimento do movimento por meio de seu tio Raymond Belle pois, quando criança, o mesmo Raymond buscava a ela e a seus irmãos na escola e os levava para treinar nas matas de Ecouen.
Estes amigos tornaram-se um grupo forte e unido, os quais realizavam desafios físicos como corridas de oito quilômetros ou realizar elevações em barras com um colega agarrado às costas, treinavam sem comer ou beber água, sem dormir ou sob baixas temperaturas, ou, nas palavras de Laurent Piemontesi: '[...] era divertido treinar com "os lobos" '. Não era permitido atrasar-se, todos deveriam completar o desafio, não era permitido ser negativo ou reclamar, o pulo deveria ser feito, mesmo que descalço! Entretanto, todos sempre deveriam ter a sabedoria para conhecer seus limites. Para o grupo um movimento executado apenas uma vez não era o suficiente, era necessário repeti-lo exaustivamente sem lesionar-se, mantendo a força e o fôlego até o desafio estar completo, caso alguém errasse, o movimento era repetido do início e quando fosse necessário treinariam em casa, antes da escola ou onde fosse, realizariam flexões, fariam barras, levantariam pesos, agachamentos, qualquer coisa! Ou, como fazia Châu: '[...] até mesmo realizar 5 mil abdominais ao longo do dia ou em sequência'. Humildade também era um dos princípios fundamentais, ninguém era superior ao outro, não poderia haver mentiras sobre o que faziam e como faziam na prática de sua movimentação, considerando que, na época ainda não haviam dado um nome para o que faziam. Somente adentravam novos membros no grupo se estes fossem "recomendados" e se passassem nos testes de avaliação e motivação. Era obrigação de cada membro do grupo encorajar os outros. Caso alguém violasse as regras, era punido. Estas eram as maneiras com as quais o grupo lidava para manter seus valores. David e Yahn eram considerados os membros mais fortes e eram extremamente respeitados por isso.
Uma das curiosidades sobre o grupo recai na TV e nas influências advindas dela. Atores como Jean-Claude Van Damme, Bruce Lee e Jackie Chan e seus filmes influenciaram aspectos da flexibilidade, força e movimentação respectivamente do grupo todo. Ainda, os jovens eram fãs assíduos de Goku, personagem do mundialmente aclamado anime Dragon Ball, onde o herói desenvolvia sua força e técnica a cada episódio, os garotos viam o desenho como inspiração para seus próprios treinos.
O ano de 1997 marca as maiores mudanças para David e seus amigos. Instituições como o departamento do corpo de Bombeiros de Paris pediram para o grupo realizar uma apresentação durante um evento. Ainda no mesmo ano, o irmão mais velho de David, Jean François Belle conseguiu a chance de uma apresentação para o programa Stade 2 e também um convite para o musical 'Notre Dame de Paris', o qual levou os praticantes a conhecimento do diretor de cinema Luc Besson que ficou fascinado com os movimentos dos rapazes. O fenômeno que viria a ser conhecido como parkour eclodiu no final dos anos 1990 e início do novo século. Assim, a mídia começou a apresentar interesse pela modalidade, levando a prática para a grande tela por meio dos filmes B-13 (2004) ou "13º Distrito" e B-13 Ultimato (ambos estrelados por David Belle e Cyril Rafaelli), "Yamakasi - os samurais dos tempos modernos" (2000) e Yamakasi - os filhos do vento (2003), ambos estrelados pelos membros do grupo Yamakasi.

### A separação
Cabe ressaltar que durante mais de uma década o grupo treinou junto e em determinado ponto, por volta do ano de 1997, ideias começaram a divergir. Nesse momento, David Belle e Sébastien Foucan se afastam do grupo original que também era composto pelos primos de David: Châu e Williams (que residiam em Sarcelles), os irmãos Yahn e Frederic Hnautra (moradores de Lisses), e seus amigos David Malgogne, Malik Diouf, Guylain N'guba Boyeke, Laurent Piemontesi, Charles Perrière, estes decidiriam usar o termo 'Art du déplacement' para a sua prática. Mais tarde David Belle e Sébastien Foucan também seguiriam caminhos separados por divergências em seu modo de pensar e treinar, dessa divisão surgiriam respetivamente, o parkour e o free running.
Os membros remanescentes dos Yamakasi, fundaram a Parkour Generations, considerada atualmente a maior autoridade em se tratando de Parkour e Art du déplacement no mundo. A Parkour Generations também é responsável pela qualificação A.D.A.P.T. (Art du Déplacement And Parkour Teaching), reconhecida por traceurs pelo mundo todo e pelo governo britânico.
Sébastien Foucan continuou a divulgação de sua visão da prática no Reino Unido e ainda esta atuante no mundo do parkour e do Free running. Além do documentário Jump London ele atuou como vilão no filme 007-Cassino Royale (2006) e posteriormente no filme "The Tournament" (em português "Vingança entre Assassinos"), como o assassino Anton Bogart. Também apareceu no videoclipe da canção Jump, e acompanhou a cantora Madonna em sua tourné de 2006 Confessions Tour. Atualmente ele tem sua própria academia de Free Running e é o presidente da Parkour UK.
David Belle fez comerciais para diversas empresas como BONT, Nike, Cannon, Nissan, Coca-Cola, BBC e pequenas aparições na mídia no início de sua carreira, mas sua força real seria mostrada nos filmes Bairro 13 (B-13) e Bairro 13 - Ultimato (B-13: Ultimatum), bem como uma série de participações em eventos pela Europa e EUA divulgando o parkour. Em 2014, participou de um remake hollywoodiano de B-13, lançado com o nome Brick Mansions (Bairro 13, no Brasil) onde contracena com Paul Walker (1973-2013) da franquia Velozes e Furiosos, além de também aparecer em uma entrevista para Tim "Livewire" Shieff no mesmo ano, para apresentar alguns de seus pontos de vista sobre a prática do parkour atual. Recentemente, David esta divulgando a série Brutal: Taste of Violence. Além disso, David Belle também trabalhou com assessoria para produtores de jogos e filmes com cenas de parkour.

## Prática do parkour - meados da década de 1980 e início do novo século
Durante os anos que transcorreram entre o início das atividades que viriam a originar o art du deplacement, o parkour e o Free running, a prática em si era regida de maneira bem diferente do que a maioria se utiliza nos dias atuais.
David Belle, fundador do parkour, manteve por muito tempo a ideia de que seu método de treinamento era uma arma camuflada, uma maneira de livrar-se de situações perigosas ou ainda para ajudar pessoas em necessidade ou empregar perseguições. Sua visão era a de que o parkour deveria dar autonomia ao praticante, sendo este capaz de realizar ações e tomar decisões por si. Para Belle, o parkour consistia em treinar, repetir e alcançar seus objetivos além de objetivar uma movimentação fora dos padrões ditos "normais" pela sociedade. Sobre a consistência da repetição e da dedicação ao treino, Stephane Vigroux, um dos discípulos de David, descreve que eram costumeiros os desafios quando iniciou seu treinamento com David, além da intensidade do treino, sendo a sensibilidade e o fortalecimento físico os dois pilares essenciais da prática, este último demandando sempre atenção total. Nesse tempo, David Belle também ressaltava para seus companheiros de treino e seus aprendizes, a importância do respeito e humildade.
Acerca da prática consciente, David também ressalta uma frase seu avô: "você deve usar e não abusar", proferida em um documentário denominado 'Eu salto de telhado em telhado' (2009), nesse ponto a ideia de David Belle é a de que cada praticante deve saber conhecer e respeitar seus limites sem colocar a própria vida em risco. Entre vários pontos abordados por David Belle acerca da prática cabe destaque ao ponto sobre ser negligente e sobre aprender a seguir regras, mencionando inclusive o respeito ao treino, ao lapidar do movimento e as consequências de atitudes desvairadas.
Stephane Vigroux, um dos discípulos de David e atual membro da Parkour Generations, descreve que existem duas formas de se treinar parkour, uma delas é voltada para o aspeto da diversão, como uma brincadeira e a outra, muito mais séria e comprometida, é voltada para o treino regrado, para alcançar um patamar diferenciado de evolução na prática do parkour, Stephane também menciona que o praticante deve escolher qual o tipo de treino quer realizar e levar consigo, que não existe problema algum com a escolha e com qual caminho seguir, mas que o praticante deve ter em mente que ambos são diferentes e tem exigências diferentes. Dessa forma, fica evidente que a prática do parkour na sua primeira década e anos seguintes era mais voltado para sua essência, visando o fortalecimento do indivíduo e uma visão utilitarista da modalidade, ou, novamente citando Vigroux: "[...] uma prática baseada no movimento, que ajuda a tornar indivíduos mais fortes fisicamente e mentalmente, tornando-os seres humanos equilibrados que então ajudarão à comunidade e outros indivíduos com essas bases sólidas".

## Prática no novo milênio
Com o advento da internet e a explosão digital mundial, o parkour tornou-se um fenômeno mundial, porém, a maioria das pessoas ainda desconhece o que vem a ser a prática. Muitos dos novos praticantes adentram a prática instigados por vídeos na rede mundial, entretanto, esses vídeos em sua maioria tem pouca ou nenhuma qualidade de informação,nas palavras de  Charles Moreland: "[...] eles são terríveis, a maioria deles são horríveis!". Ainda, é possível lembrar das palavras do fundador da modalidade, David Belle em uma entrevista para o canal FreerunningTV.com, onde diz o que pensa acerca dos vídeos em geral sobre parkour disponíveis na rede: "[...] a maioria só esta interessada nas aparências, eles querem se exibir [...]" . Embora existam diferentes discursos e interpretações, existe atualmente uma dicotomia entre os grupos que procuram preservar a essência original do parkour e aqueles com uma mente "mais aberta" que defendem uma nova roupagem para a modalidade, ressaltando a evolução da mesma no decorrer dos anos como algo natural, motivo que veio a causar disputas de poder e momentos de tensão na comunidade mundial. Malik Diouf, dos Yamakasi em uma entrevista apresentou sua opinião sobre o assunto: "Acredito que existem dois tipos de pessoas, os puristas e os com mente aberta", mostrando que a prática encontra-se atualmente dividida na forma e nas opiniões. É notório que os novos praticantes tem o desejo de desenvolver sua própria movimentação e que os grupos de praticantes vem crescendo exponencialmente, dessa forma várias novas interpretações acerca da modalidade vão surgindo e entrando em conflito com conceitos mais conservadores de praticantes mais velhos, ou mesmo daqueles que seguem a linha purista da prática. Sobre a transmissão de conhecimento do parkour para as futuras gerações, o praticante Valentin Dubois, do grupo Parkour Lyon ressalta que: "[...] quando você ensina parkour a alguém... você não pode força-los a pensar como você", assim sendo torna-se algo muito complicado tentar imbuir os valores pessoais dos praticantes mais antigos na nova geração, a qual enxerga a modalidade sob um novo espectro. Essa mudança drástica tem causado não somente discussões acirradas, mas também conflitos de ideias e da forma como se encontra a prática na atualidade, a qual torna-se quase irreconhecível por pessoas que se espelham nos vídeos mais antigos, embora muitos outros praticantes estejam produzindo conteúdos de seus próprios modos de ver o parkour, mas ao realizar uma análise visual, é notória a mudança, tanto na movimentação quanto no pensamento dos praticantes.
Dessa forma, criou-se acerca dos praticantes atuais uma conotação de irresponsabilidade onde os jovens realizam acrobacias perigosas, com o único objetivo de conseguir visualizações no Youtube. Stephane Vigroux destacava já em 2006 que a pratica do parkour estava se tornando muito superficial pelos novos adeptos: 'Esta acontecendo tudo muito rápido, Muito fácil. Muito show.' . Nesta mesma linha de pensamento, questiona-se veementemente a validade da necessidade que os praticante da nova era buscam ao gravar novos vídeos que crescem exponencialmente nas mídias digitais, onde o desejo de partilha de conhecimento tem sido usurpado pela busca frenética de produção de material cada vez mais radical, na caça incessante por visualizações e likes. Embora existam diversas críticas sobre como a modalidade evoluiu (ou involuiu), cabe dizer que notadamente que o parkour foi modificado e adaptado ao longo dos anos em diversos aspectos, entre estes podem ser citados: a adesão das acrobacias por muitos praticantes, o uso como ferramenta pedagógica de ensino por profissionais de Educação Física no cenário escolar, a miscigenação confusa com outras culturas corporais como a dança, além da aplicabilidade do jogo e o caráter lúdico da prática. Somado a isso, novos horizontes se abriram para diferentes faixas etárias adentrarem na modalidade, desconstruindo o olhar que a sociedade em geral tem acerca da prática, dessa forma, foram inseridos, crianças, adultos e até idosos praticantes de Parkour.
Entretanto, um cuidado deve ser observado ao adentrar a prática e ao disseminá-la também, sendo um consenso entre boa parte dos praticantes que: "parkour não é tudo e nem tudo é parkour!" . O parkour é uma ferramenta que pode ser inserida em outros contextos, mas daí a dizer que ele é o novo contexto, torna-se algo totalmente diferente, embora existam defesas pouco fundamentadas e interpretações pessoais pouco usuais em que o parkour pode ser uma nova forma de ver uma outra prática cujas características são totalmente diferentes da prática original. Cabe ressaltar que as pesquisas em nível acadêmico ainda estão florescendo com os assuntos em questão e que novos pontos de vista estão sendo construídos acerca da prática que tem se mostrado extremamente mutável devido a diversas interpretações a cada ano que passa.
Ademais, muitos discursos do que é ou do que não é parkour permeiam blogs, sites, fóruns de discussão, postagens do facebook e acrescentando-se ainda a grande confusão com a prática da Free running, a qual muitos consideram ou não "como sendo a mesma coisa que o parkour", e poucas pessoas se atém a ouvir os fundadores de ambas as modalidades, ler e conhecer mais sobre ambas, bem como os indivíduos mais próximos das práticas originais desde sua criação. Somado a isso, as diferentes veiculações apresentadas pelas mídias e por alguns praticantes enaltecem ainda mais essas diferenças. Um dos exemplos, são as falas de Stephane Vigroux sobre o Free running: "A definição original dessa palavra se perdeu e também foi devorada pelo grande parasita e agora representa algo completamente diferente de seu ponto de vista inicial" e também sobre o parkour atual: "A palavra “parkour” tem sido usada excessivamente e erroneamente. Ela perdeu força e significado". Essa falas são corroboradas por Chris "Blane" Rowat, um dos membros mais respeitáveis da Parkour Generations em um texto para seu próprio blog, escrito em 2012, onde o próprio Blane ressalta o crescimento desenfreado de praticantes, grandes pulos com péssimas aterrissagens, o surgimento de competições, um pequeno grupo se mantendo sobre seus antigos valores morais e um mudança sem precedentes creditada ao parkour. Acerca deste assunto em particular, Dan Edwardes, co-fundador da Parkour Generations e Châu Belle-Dinh deixam claro que não se deve focar em nomeclaturas e sim no movimento que se pode realizar, infelizmente até mesmo essas falas acabaram por serem deturpadas com o passar do tempo.
Existe ainda, o discurso de que o grande desafio do parkour, é o fato dele ser algo novo e por si, ser algo desafiador pois tira o indivíduo da sua zona de conforto e o leva a pensar e a mover-se de maneira não usual, diferenciada, a tentar algo diferente. Atualmente, a locomoção humana tornou-se algo extraordinário pelo simples fato de quase não haver mais movimento como em outrora, com o advento da tecnologia o ser humano tornou-se mais ocioso e passou a estar mais tempo sem realizar movimentos que antes lhe eram naturais e dessa forma, quando alguém se equilibra sobre um corrimão ou sobe um muro alto, isso torna-se algo impressionante.
Para alguns instrutores e praticantes da atualidade, não existe no parkour atual, algo que determine ou pressione o indivíduo praticante a realizar movimentos difíceis ou complicados, a ideia é tentar manter o zelo para com o corpo, como forma de preservação. Porém, cabe ressaltar que mesmo sem uma pressão explícita, existe uma relação não formalizada do aspecto competitivo dentro de grupos de praticantes, como uma forma de competição latente, que leva seus integrantes a evoluir, se desafiar e se desenvolver individualmente e em grupo. Entretanto, uma das falas de Sebastién Foucan sobre o uso indiscriminado do corpo para a prática recai justamente na consequência da lesão: "Seu ambiente é seu equipamento, a menos que você o utilize adequadamente, você irá machucar a ele e a você mesmo [...]". As falas de Foucan podem ser incrementadas com o pensamento de que o maior sucesso está sempre relacionado ao maior risco quando os praticantes tentam provar o poder de suas capacidades tanto para si quanto para outros (GUZZO apud PIROLLO, 2015, p. 51). Dessa forma, é possível verificar duas situações as quais os praticantes de parkour em processo de iniciação acabam por submeter-se que são: a realização de vídeos e a necessidade de se auto afirmar perante outros praticantes em treinos em grupos.
E ainda que a mídia, em geral tendenciosa e sensacionalista, tende a vincular a modalidade como um esporte radical, embora sua prática esteja longe de ter qualquer relação com tal denominação Talvez, o grande problema seja justamente a grande quantidade de discursos espalhados e disseminados, tantos por praticantes quanto por não praticantes os quais, ao invés de trazerem os ensinamentos da prática à luz, fazem justamente o contrário, confundem cada vez mais os novos praticantes e os deixam às escuras com informações e diálogos cada vez mais confusos.

### Orientações gerais
Sem limitações de espaços para ser praticado, o parkour é acessível a todos, possibilitando o autoconhecimento do corpo humano e mente como o desenvolvimento da força, resistência, coordenação motora e equilíbrio, ao mesmo tempo que desenvolve a concentração, força de vontade, determinação e coragem — qualidades que favorecem o bem estar e a qualidade de vida, educando crianças, jovens e adultos ávidos por novas experiências.
É essencial lembrar que parkour demanda treino e dedicação, bem como uma adequada orientação por parte de praticantes experientes, sendo assim é imperativo que, ao adentrar a prática, o iniciante busque instrução por meios de praticantes ou grupos ou até mesmo academias. Vídeos da internet ou tutoriais, são, de longe o último recurso para conhecer a modalidade. É necessário ser criterioso quando se busca informação sobre o parkour.
O que podemos perceber no decorrer dos anos, é que desde a criação e o desenvolvimento dessa disciplina no final dos anos 80 até os dias de hoje, que são em torno de 30 anos, ainda se mantêm a essência e o objetivo real do parkour em encurtar caminhos, facilitando seus trajetos e sempre superando seus medos e limites e paralelamente estar sempre associando a situações da vida, do cotidiano. Graças à imensa dedicação e anos de estudo de seu criador, David Belle, o parkour pode ter influências consideráveis do método natural, de treinamento de guerra e de salvamento dos bombeiros, o que fez com que essa nova disciplina possuísse uma gama de conhecimentos corporais, mentais e filosóficos. (Côrtes, 2007)
Outro ponto importante e um dos focos do estudo foi perceber como essa disciplina, hoje tratada como um esporte, devido sua organização, disciplina de treinos e dedicação, chegou a se espalhar no Brasil. Através do meio de comunicação, como jornais, revistas, TV, internet e outros o parkour chegou como uma novidade e rapidamente virou febre entre os jovens do País inteiro, devido sua diversidade de movimentos e por utilizar o corpo como único instrumento. (Côrtes, 2007).
A pergunta que se faz como objetivo do artigo é como e porque esses jovens escolhem o parkour como a principal atividade corporal. Observamos que devido a diversos fatores tanto sociais quanto psicológicos, os jovens encontram no parkour as respostas que precisam e que jamais os adultos entenderiam como a liberdade de expressar o corpo e as palavras, superar alguns desafios pessoais, como o medo, visão do espaço ao seu redor, relacionamento com outras pessoas de culturas diferentes, buscando assim um amadurecimento não só pessoal, mas geral com relação a todos que convivem a sua volta. (Côrtes, 2007).
Concluímos que o parkour é uma disciplina corporal completa na visão de quem pratica, pois trabalha o corpo de uma forma geral como saúde e condicionamento físico e prepara a mente para novos desafios e obstáculos não só concretos, mas da vida também, pois permite que os jovens se sintam mais à vontade para expressar suas sensações de liberdade, felicidade ou até mesmo de alguma frustração ou angústia, canalizando diretamente essas sensações na forma de movimentos durante a prática do parkour. (Côrtes, 2007).

### Equipamentos
O parkour oferece grande liberdade de movimento e custo mínimo para ser praticado, sendo recomendados (embora não obrigatórias) roupas e calçados que sejam confortáveis para os praticantes como:
- Calça de moletom;
- Bermuda;
- Camiseta leve;
- Tênis que seja confortável e de sola preferencialmente emborrachada para ser mais aderente (entretanto, alguns praticantes treinam descalços).[21]

Não são utilizados protetores de cotovelo, protetores de joelho, capacete ou luvas para a prática. O objetivo é conhecer e fortalecer o próprio corpo, pois este já oferece todas as possibilidades de salva-guarda necessárias para a prática da modalidade. Propõe-se inclusive que deve haver treinos sem calçados e com os pés em contato direto com as superfícies onde se pretende treinar para melhorar a sensibilidade com a qual os movimentos são realizados.

### Exercícios
O parkour demanda uma prática de treinamento tanto físico quanto mental. Dessa forma é necessário observar os elementos dos exercícios de tonificação e fortalecimento muscular, como: agachamentos, abdominais, flexões, puxadas em barras e outros. Muitos praticantes agregam à sua pratica, elementos da calistenia e da musculação, visando o fortalecimento. A repetição constante dos movimentos básicos traz polimento à técnica e molda o praticante, preparando-o para novos desafios e movimentações mais complexas.
Também é recomendado que o praticante tenha comprometimento com a sequência de treinos, bem como assiduidade, ou seja, que este estruture e treine constantemente suas técnicas, bem como tenha em mente que o fortalecimento é parte fundamental para a melhora das condições físicas, além de preparar o praticante para desafios mais complexos.

### Acidentes e mortes
O parkour requer não somente absoluta concentração e consciência sobre seu corpo e o ambiente onde você irá se movimentar, mas também é necessário preparo físico e mental. Se em situação de treinos outdoor é necessário sempre uma avaliação de distância, de sua capacidade e risco ao qual você estrá incorrendo. O conjunto mental é combinado ao controle e poder do corpo e da mente. Os praticantes costumam adotar a seguinte frase para descrever parte de sua prática: "é ridículo procurar liberdade e acabar quebrado numa cadeira de rodas". Mesmo assim, o parkour é uma arte que requer disciplina, treinando sua mente com bom-senso, e respeitando seus limites. Desse modo, acidentes podem ser amenizados ou até evitados.
Recentemente tem crescido o número de acidentes relacionados à prática, devido a fatores como superexposição pelas mídias sociais e um número crescente de autoproclamados praticantes que frequentemente deixam de lado os aspectos morais da prática. Devido a se subestimarem os riscos da prática e à excitação dos jovens em fazer algo incrível que viram dos amigos, colegas ou vídeos na TV ou internet. Infelizmente, as palavras de David Belle acerca de que "o excesso mata..." e a remissão do mesmo David mencionando o ensinamento de seu avô: "Você precisar usar, e não abusar!" se tornaram reais. Alguns exemplos:
- 2011: William Asante acabou em um cadeira de rodas por conta de uma queda. Asante “pulou a cerca” para se envolver com quem não devia e foi pego pelo marido furioso. Durante a fuga, o freerunner optou por usar seus saltos heroísticos para escapar, só que ele não esperava que o marido o alcançasse a tempo. Asante levou um empurrão pouco antes do big jump e isso fez com que ele descontrolasse completamente a aterrissagem. Asante fraturou o crânio na queda e além da cadeira de rodas encontra-se ainda sem conseguir falar devido a severidade do dano.[78]
- 2012: uma garota de apenas 24 anos morreu em São Petersburgo, ao pular do alto de um prédio para outro e errar o salto de 17 andares.[79]
- 2012: um praticante de parkour que não quis ser identificado, caiu da ponte Steel Bridge nas águas do gelado rio Willamette, sendo resgatado por um pescador que estava próximo ao local, o qual chamou as autoridades.[80]
- 2013: o praticante de Free running, Pavel Kashin, morreu em julho, quando estava gravando seu novo vídeo no topo de um prédio quando resolveu fazer um backflip na sacada. O movimento saiu do eixo e ele despencou da altura em que se encontrava.[81][82]
- 2013: em setembro dois praticantes de Free runing do grupo Storror, Max Cave de 21 anos e Luke Harty de 19 foram alvejados por terem invadido propriedade privada. O autor dos disparos pensou que se tratavam de assaltantes. Os garotos foram levados para um hospital e não tiveram sequelas dos tiros.[83][84][85][86]
- 2013: ainda em setembro o ator César Cardeiro (Pedrinho do sítio do Pica Pau Amarelo) foi preso por invasão e posteriormente por agressão a um policial, por invadir uma residência em Santa Teresa (RJ). Segundo o dono da residência, o ator não foi capaz de pular o muro para sair, momento em que a polícia foi chamada ao local. César foi autuado pelos crimes de desobediência, resistência, lesão corporal e invasão de domicílio.[87]
- 2014: Carlos Lopez, um dublê de filmes como Hunger Games e fanático por parkour morreu no dia 2 de outubro, em Lisboa, quando tentou saltar da varanda do hotel onde estava hospedado para uma varanda contígua, caindo de uma altura de 16 metros.[88][89][90]
- 2014: em 30 de outubro, um garoto de 13 anos morreu ao cair do sétimo andar de um prédio em Thessaloniki, região norte da Grécia.[91][92]
- 2014: ainda em outubro, Shina Adriana Hendricks de apenas 14 anos, morreu ao saltar do quarto andar do prédio da escola secundária Spectra, em Singapura.[93]
- 2014: Corey Sands de 18 anos, quase ficou paraplégico após uma manobra mal feita no ginásio do colégio de Albany.[94]
- 2014: o jovem Kaleb (20) caiu do alto do prédio do Campus Capital em Olympia e ficou em estado crítico, chegando a entrar em coma pelo trauma o que lhe trouxe severas sequelas.[95]
- 2015: Rhune Haffenden, de 15 anos, de Grange Road, Rusthall, sofreu uma horrorosa lista de lesões depois de cair de uma altura de 40 pés na calçada. O rapaz estava tentando saltar do topo de um telhado para uma árvore. A queda ocasionou lesões graves ao crânio e a espinha dorsal de Rhune.[96]
- 2015: em outubro, Basilio Montilla um dos freerunners da marca Take Flight morreu quando sua cabeça atingiu o concreto enquanto realizava acrobacias.[97]
- 2016: em junho, Xavier Small de apenas 14 anos morreu ao cair do alto da Washtenaw International Middle Academy em Ypsilanti, Michigan.[98]
- 2016: o garoto de apenas 12 anos, Gabriel Luan Rodrigues Santana morreu em agosto de 2016 ao cair através de um telhado em Vitória-ES. A queda acarretou traumatismo craniano no garoto, o qual veio a óbito.[99]
- 2016: o campeão russo de xadrez Yuri Yeliseyev, de 20 anos, morreu em novembro, após cair da varanda do apartamento em que morava, que fica no 12º andar de um prédio em Moscou.[100][101] Segundo amigos de Yuri, era comum ele dependurar-se em locais semelhantes.
- 2016: um garoto de apenas quinze anos entrou em coma profundo na cidade de Santa Rosa na Califórnia.[102] Segundo investigações da polícia local o garoto teria caído de um ginásio da escola.[102] Outro acidente semelhante teria acontecido em Sacramento onde o adolescente Kenneth Ta de apenas 15 anos veio a óbito[102]
- 2017: o praticante de Free running e Parkour Nye Frankie Newman, de 17 anos morreu em janeiro, em um "acidente" no metrô de Paris. O grupo do qual fazia parte garante que ele não estava "surfando" no trem durante o acidente. Porém, vídeos postados pelo grupo datados do dia anterior mostram os próprios integrantes realizando o surf de trem e as autoridades responsáveis pela linha do metrô encontraram o jovem caído entre dois vagões e já haviam realizado advertências quanto as atividades irresponsáveis do grupo.[103][104][105][106][107][108][109][110] Em junho deste a imprensa internacional publicou as notas do médico legista e o laudo do acidente, onde ficou evidenciado que Nye morreu por um severo traumatismo craniano causado por sua exposição fora do trem para conseguir tirar uma selfie ou um vídeo, ainda, houve testemunhas que afirmam que Nye e o grupo ingeriram bebidas alcoólicas, embora os amigos de Nye neguem que ele estivesse alcoolizado.[111][112][113] Mesmo com a morte inconsequente de Nye, um de seus amigos e membro do grupo Brewman, Ricky Brewer (18) continuou a invadir locais privados e a fazer surf de trem, o resultado é que em dezembro de 2017 ele foi preso pela autoridades inglesas e os vídeos foram usados como prova da irresponsabilidade do rapaz.[114]
- 2017: em fevereiro, Dustin Hinkle (26) caiu dentro de uma chaminé de uma fábrica em Denver.[115] Além disso, após ser resgatado, Dustin foi preso por invasão de propriedade, já que o local era particular.[115]
- 2017: ainda em fevereiro, Jonathan Chow Hua Guang (17) morreu ao tentar fazer um vídeo (que embora seus amigos neguem, evidencia técnicas de parkour) para o Snapchat ao lado de uma amiga no shopping de Singapura, caindo de uma altura de 4 andares até o chão.[116][117]
- 2017: o adolescente de 16 anos, Hugo Almeida Favarato, morreu ao tentar pular de um prédio (14 andares) para uma piscina ao lado na cidade de Vitória.[118] Segundo amigos, Hugo teria feito ingestão de bebidas alcoólicas e decidiu que iria realizar o pulo pois era praticante de Parkour já fazia cerca de oito meses e tinha vários vídeos na internet.[118]
- 2017: em julho, o site sensacionalista The Gatsby publicou um notícia falsa em que Flip Benade (60) e Tienie van Wyk (42) morreram ao realizar um salto de um prédio a outro em Joanesburgo.[119] O site menciona ainda que outras sete pessoas ficaram feridas na ocasião e Ryan "Spaceman" Davidson, dono da Parkour Adventures, firma que era responsável pelo evento, foi preso por homicídio culposo.[119] Embora fosse ficção, alguns comentários levaram a notícia a sério e houve retaliação por parte de algumas organizações de Parkour.[119]
- 2017: em novembro o mundo viu a morte de Wu Yongning (26) após este não conseguir completar a escalada do último andar de uma prédio de 62 andares onde dependurou-se.[120]
- 2017: em dezembro, o jovem Alexander Vincent (18) morreu ao realizar manobras em uma área proibida nos arredores da baía Blackmans (Tasmânia).[121]
- 2018: em julho, Jackson Coe (25) morreu após cair de uma altura de seis andares em West Village, Manhattan, Nova Iorque (E.U.A). Momentos antes ele havia tirado uma foto do alto do prédio e sua mãe haveria comentado no Instragran: "o que diabos você está fazendo?" em tom de extrema preocupação.[122]
- 2018: os vloggers do canal High On Life: Ryker Gamble, Alexey Lyakh e Megan Scraper morreram em um poço em Shannon Falls na Columbia Britânica e eram conhecidos por se aventurarem em atividades de parkour, hiking, cliff jumping, waterfall sliding e kayaking.[123]
- 2018: em agosto, dois jovens (17 e 20 anos) caíram do telhado de uma empresa na zona industrial de Tomar (Portugal). Com a queda de cerca de 10 metros de altura ambos foram encaminhados ao Hospital da Universidade de Coimbra. Um dos jovens ficou em estado grave de saúde chegando a perder parte da massa encefálica. a empresa ainda registrou queixa de tentativa de assalto, embora para a polícia tenha ficado claro que se tratavam de praticantes de parkour.[124]
- 2018: ainda em agosto o jovem David Harrison (20) morreu eletrocutado ao realizar movimentos de parkour em linhas de força nos subúrbios de West Palm Beach. Além de ser eletrocutado, Harrison caiu de uma grande altura, o que também ocasionou diversos traumatismos pelo corpo, além das queimaduras de terceiro grau pela eletrocussão.[125] Cabe ressaltar que a família de Harrison gastou mais de 7 mil dólares em despesas médicas e destacou que o incidente deve servir como aviso para os perigos do esporte.[126]
- 2018: em setembro, um garoto de apenas 17 caiu de um sítio em construção do edifício Holy Guardian Angel Avenue, em Madrid, na Espanha e segundo as autoridades a entrada era proibida e o local estava totalmente cercado.[127]
- 2018: em novembro, um garoto russo cujo nome não foi divulgado, morreu em Ankara (Turquia) após cair de uma altura equivalente à seis andares.[128]
- Os vídeos publicados pelos irmãos Piologo, da série Partoba,[129] são compilações de acidentes, em sua maioria realizados por praticantes de parkour e free running. Já existem mais de 40 edições da série,[129] ou seja, a recente alta na falta de comprometimento e cuidado com a prática tem sido campo fértil para vídeos de praticantes que menosprezam a prática.
- 2019: o britânico Ray Connor, caiu de uma altura de aproximadamente dez metros em um prédio que havia invadido durante a noite na Itália, a polícia foi acionada após os alarmes do local dispararem e ao chegar, encontraram o rapaz morto[130]
- 2019: em setembro, Johnny 'Snyper" Turner, conhecido por ser um Freerunner entusiasta de invasões, caiu do alto de um moinho de vento em Wandsworth.[131]
- 2019: ainda em setembro, o jovem Chow Tsz-lok morreu ao cair por dependurar-se e cair de um estacionamento de carros em Hong Kong.[132]

### Invasões, depredação e os problemas doroof culture
Outro problema que tem se tornado recorrente são as invasões de propriedades privadas ou estruturas de prédios abandonados, geralmente áreas que oferecem periculosidade aos praticantes para simplesmente gravar vídeos visando divulgação posterior na internet em busca de reconhecimento ou em nome do roof culture. Isso vai na contramão dos valores relacionadas ao respeito a si e a outrém, tão prezados pelos fundadores, bem como o respeito a propriedade alheia. Estas ações danosas à prática estão começando a se tornar muito comuns e estão ganhando as manchetes dos tablóides:
- 2008: quatro menores de idade foram presos em Gloucestershire, após queixa dos moradores sobre os garotos estarem causando danos materiais às estruturas e casas por onde passavam praticando parkour.[134]
- 2010: um adolescente de 17 anos da cidade de Christchurch, Nova Zelândia, foi barrado enquanto praticava Free-running. Brendon James Renton teve que pagar uma multa de 400 dólares e ainda limpar todo o local que sujou.[135]
- 2011: os moradores do centro da cidade de Hollister, estado da Carolina do Norte, acionaram as autoridades locais por causa da invasão frequente dos praticantes aos prédios comerciais. A informação que se repetia para eles era que os invasores eram jovens e que o horário preferido se resumia aos finais de semana e as horas depois da escola. Equipes de plantão foram acionadas e colocadas a postos para tentar pegar os infratorezinhos no flagra.[136]
- 2012: em novembro o youtuber Charles Roos realizou uma manobra onde dois policiais estavam posicionados e, devido a possibilidade de causar lesões, exposição dos policiais, negligência e resistência a prisão, o jovem de 18 anos foi preso no local.
- 2014: um praticante de parkour usou suas habilidades para realizar furtos a uma pizzaria em Blumenau, mas foi preso ao retornar para tentar reaver os pertences que deixou no local do crime.[137]
- 2014: um jovem de Seatle (E.U.A.) que foi denominado o "Assaltante Peter Parkour" pois pulava nas sacadas dos apartamentos beira-mar visando furtar os locais.[138]
- 2014: um adolescente de 16  anos foi preso por burlar as regras de segurança e desprezar as autoridades locais de Nova Iorque ao invadir um prédio, subir em áreas proibidas e tirar fotos, colocando sua própria vida em risco para tal ato que também custou o emprego de um dos seguranças do local.[139]
- 2015: a polícia de Bangkok, emitiu um alerta com a foto de dois membros da equipe Farang, após descobrirem que membros do grupo invadiram uma área do prédio abandonado da Sathorn Unique Co. Ltd.. A empresa que detém os direitos sobre o prédio abriu queixa formal contra o grupo Farang e despediu os seguranças que eram responsáveis pela ronda do local, custando assim, o emprego de trabalhadores honestos pelos atos abusivos do grupo, que não se manifestou sobre o assunto.[140]
- 2016: em outubro um grupo de jovens de Ponta Grossa autodenominados "1mprudentes" divulgou um vídeo de suas invasões.[141] Os jovens respondem criminalmente pelo delito de invasão de propriedade e incitação ao crime.[141]
- 2016: o youtuber Pedro Amaral apresenta seus vídeos de invasões vinculados à prática do parkour e nas descrições utiliza da expressão "muitos guardinhas pra atrapalhar" referindo-se às autoridades e seguranças com desdenho.[142]
- 2016: o grupo Storror "ganhou" novamente a atenção da polícia, desta vez de Hong Kong, que apreendeu os integrantes e avisaram que o grupo não poderia postar nada em suas redes sociais relacionado à cidade (a polícia seguiu os integrantes e suas redes sociais durante todo o tempo em que estiveram em Hong Kong,[143] além de derrubarem alguns vídeos do grupo).[144]
- 2016-17: o canal do Youtube Ninjaflow, tem divulgado vários vídeos onde o youtuber André Luiz invade propriedades privadas e foge de autoridades e seguranças locais. Mais recentemente, o dono do canal esta sendo procurado pela polícia civil[145] de Florianópolis por ter invadido as obras da ponte Hercílio Luz.[146] Neste mesmo local também foi invadido por Thiago Machado (23) em 2013, o qual respondeu processo criminal pelo ato.[147] Cabe ressaltar que em 2013, o argentino Tomas Schmitt, (20) morreu ao cair do alto da ponte mencionada.[148]
- 2017: um jovem de 20 anos de idade foi preso por invadir residências e causar danos materiais a diversas residências e lojas.[133] Ainda, o mesmo encontrava-se sob efeito de entorpecentes e ressaltou que realizava "manobras de parkour".[133]
- 2017: Um grupo de entusiastas de parkour realizou manobras no domo do Eastpont Mall em Simei (Singapura) e posteriormente postou o vídeo na internet. As autoridades locais e disseram que iriam reforçar a segurança pois segundo um dos advogados responsáveis pelo caso, os jovens teriam cometido ofensas múltiplas e estão sob investigação. Um dos membros do grupo foi identificado como Koh Chen Pin (23) e o vídeo foi "derrubado da internet" logo após o grupo ser processado.[149] Posteriormente, Koh emitiu uma nota dizendo que lamentava o incidente e que o que ele fez não representava o parkour, mas isso somente após ser advertido criminalmente (categorizado como pequenos crimes, devendo ficar um período de 12 meses sem ter qualquer envolvimento com a polícia, senão seria preso!) pelos atos realizados.[150]
- 2017: novamente membros do grupo Storror se envolvem em problemas com autoridades, dessa vez em Singapura e no mesmo local onde o adolescente Koh Chen Pin causou problemas, o Eastpont Mall. O grupo esteve sob investigação policial.[151] O vídeo foi disponibilizado no canal da "equipe" e chegou a mais de 100 mil visualizações no Youtube.[152]
- 2017: o Parque Nacional Joshua Tree recebeu a (in)feliz visita dos membros do grupo Storror que para variar, novamente não respeitaram a Lei.[153] Segundo a imprensa internacional, o grupo invadiu e quebrou uma infinidade de regras destinadas a garantir a vida selvagem no parque, incluindo fazer fogueira e maltratar animais  selvagens![154]
- 2017: o vlogger James Kingston foi detido (de novo, ele já havia sido detido em 2014, pelas mesmas ações) por burlar a segurança, invadir e subir sem autorização em um dos prédios mais altos de Dubai (Emirados Árabes Unidos).[155]
- 2017: a cidade de Godalming (Reino Unido) foi alvo de praticantes de parkour que deixaram vários locais depredados e sujos, o que causou prejuízos a estruturas ds cidade e deixou os moradores bem nervosos.[156]
- 2018: um grupo de jovens ingleses (novamente o grupo Storror) causou tumulto ao invadir residências em Mumbai (Índia), vários moradores enviaram vídeos e tweets para a polícia local (Dadar) pedindo intervenção imediata. Segundo os moradores, os jovens invadiram o local sem pedir autorização e começaram a realizar manobras perigosas enquanto crianças os observavam. Segundo a polícia de Dadar "a Lei irá preceder da maneira correta" deixando explícito que iriam atrás dos praticantes de parkour.[157] O resultado é que a polícia de Mumbai apreendeu os seis praticantes do Storror e os deportaram diretamente para o Reino Unido.[158]
- 2018: a polícia de Franklin (E.U.A.) precisou disponibilizar mais viaturas devido a um grupo de praticantes estar pulando no prédios e casas da região, causando tumulto e preocupação entre os moradores locais. A polícia emitiu uma alerta avisando que embora a prática do parkour não seja um crime, a invasão de propriedade é![159]
- 2019: em janeiro, a polícia da cidade de South Norfolk emitiu um alerta por conta de invasões e prática de roof em prédios da região central.[160]
- 2019: em janeiro, uma ação conjunta da polícia e dos administradores de prédios em Londres foi resultado das constantes invasões e problemas causados principalmente pelos youtubers do rooftop. A polícia organizou uma operação chamada "Sagitário" visando lidar com esse tipo de situação, considerada crime.[161]
- 2019: em agosto, o The Telegraph apresentou uma notícia de como manifestantes de Hong Kong estariam usando de diversas táticas (incluindo Parkour) para enfrentar a polícia.[162]
- 2019: em outubro, Steven Anthony Spoon foi preso em frente a uma casa em um condomínio fechado em North Scottsdale, depois de ter sido pego espiando pelas janelas de adolescentes. Spoon, realizou a ação em 11 casas diferentes e usou o argumento de "parkour com um motivo" para tais atos, o que não adiantou muito... Spoon continua preso sob acusação de (abuso) ofensa sexual.[163]
- 2020: o youtuber Pedro Amaral volta a ganhar o holofotes com nova invasão a uma badalada casa de jazz na cidade de São Paulo. Pedro burlou a segurança, entrou sem pagar e invadiu áreas restritas da boate, mais tarde postou o vídeo na internet o que gerou uma forte pressão pelo donos da boate por um pedido formal de desculpas.[164]

Vidal (2017) ressalta que, ao postar um vídeo na internet o pretenso praticante torna-se referência para muitos pretensos adeptos, os quais irão pensar que invasões são algo correto ou permitido. Ainda, "Essas crianças não tem o mesmo preparo que você, e na cabeça delas, o que elas estão fazendo é parkour. Assim como nos influenciamos em grande parte pelos vídeos que vimos na internet, seus vídeos também podem servir como referência pra outros."
Em adendo, cabe esclarecer que os difusores do roof culture, foram os membros de uma equipe de parkour chamada Storror, que divulgou um vídeo em 2014 e enalteceu justamente o fato de que os locais por onde foram realizadas as filmagens foram feitas SEM autorização e por intermédio de invasões, ainda, os mesmos membros se apropriaram do termo 'cultura' para sua prática, o que acaba por causar grande confusão entre leigos e praticantes pois estes assimilam a prática como tal. As falas utilizadas para a divulgação do vídeo, embora cheias de um desejo de mostrar algo inovador e diferenciado: "Este projeto segue um grupo de jovens renegados em uma aventura contra a multidão e com o desejo de lançar luz sobre uma perspectiva e abordagem diferente para a vida", escondem uma verdade sombria, a de que eles estão incentivando uma prática perigosa e criminosa.
Além disso, muitos se utilizam da desculpa de que os fundadores também realizavam algo semelhante ao roof culture, mas estes mesmos defensores desta prática não consideram o contexto histórico e a realidade na qual ocorriam as night missions (missões noturnas, em português) da época. O ambiente dos arredores dos subúrbios nos anos de 1980 era mais hostil, sem opções de lazer ou espaços para práticas esportivas, entre os membros originais dos Yamakasi havia uma busca pelo fortalecimento e por desafios, como ressalta Vidal (2017): "Era uma outra realidade, um outro contexto."
Outro fator extremamente desconsiderado pelos autoproclamados adeptos do roof culture é a relação do nível de experiência, bem como a consciência da da responsabilidade: "[...] é completamente diferente um praticante experiente, com anos de treino, vez ou outra, se desafiar em silêncio, por conta própria, ciente de todas as responsabilidades dos seus atos e pronto para assumi-las com honra e humildade caso algo dê errado, de um moleque sem experiência que quer subir no alto de um prédio para tirar fotos e fazer alguns vídeos no alto de um prédio só pra “ser radical”. São situações completamente diferentes entre si... e independente da situação é imprescindível sempre lembrar que: INVASÃO É CRIME!!! (Artigo 150 do Decreto Lei nº 2.848 de 07 de Dezembro de 1940) e fere o Artigo 5º da constituição federal, que diz respeito ao direito sobre propriedade" (VIDAL, 2017).
Essa palavras podem ser endossadas por quem entende do assunto, Paula Duran (ADVOGADAS - Advocacia de resultado) deixa claro que você não pode praticar parkour de qualquer jeito: "Entrar ou permanecer, clandestina ou astuciosamente, ou contra a vontade expressa ou tácita de quem de direito, em casa alheia ou em suas dependências” é um crime, previsto no art. 150 do Código Penal. E a pena é agravada - se o crime é cometido durante a noite, ou em lugar ermo, ou com o emprego de violência ou de arma, ou por duas ou mais pessoas. Assim, fica fácil entender que se juntar com amigos para praticar parkour naquela construção do condomínio durante a noite é crime, certo? A expressão “casa” compreende qualquer compartimento habitado; aposento ocupado de habitação coletiva; e compartimento não aberto ao público, onde alguém exerce profissão ou atividade. Portanto, escolas, parques particulares, locais de trabalho, padarias, mercados, shoppings, etc. se enquadram como local privado. É preciso que se compreenda que a ação não se limitar à prática de “adentrar”, como se fosse necessário uma cerca, um muro ou quatro paredes para configurar a “casa”. Um telhado, um jardim aberto ou uma área de lazer também se configura como local eminentemente privado! Havendo ciência e aprovação do dono do local, o crime fica descaracterizado e você estará liberado para o Parkour!"
É necessário ressaltar que qualquer prática corporal e de exercícios físicos estão sujeitas a acidentes e a ideia central do parkour é a de fortalecer o corpo e a mente, fazendo-os durar a longo prazo, isso significa ter uma vida de treino longeva e sem lesões. Muitas organizações ao redor do globo tem realizado esforços de conscientização da prática visando a conservação física do praticante e também dos locais onde são realizadas as práticas. Um exemplo é a 'Leave No Trace' ('Não Deixe Marcas', em português), iniciativa da Parkour Visions que preza pela conservação dos ambientes onde os traceurs realizam seus treinos, deixando-os como estavam inicialmente, ou, em caso de danificar algo, arcar com os custos de sua recuperação ou manutenção.

### Competições
Devido ao seu crescimento desenfreado, o Parkour tornou-se objeto de desejo da mídia, de grandes empresas, de negócios e com o tempo tornou-se objeto de espetacularização. Dessa forma foi inevitável que surgissem concepções sobre formatos de competições para a prática com diferentes objetivos e formas de propagação. O aspecto competitivo do parkour embora imbuído essencialmente em seu âmago, ou seja, no pensamento de que o único a ser desafiado, o único contra quem deve-se competir é o próprio praticante, em um embate pessoal contra suas limitações e medos tomou rumos diferentes com a propagação do método mundo afora. Novas ideias e concepções fluíram pela mente de praticantes mais jovens, ávidos por um novo desafio ou pela busca do reconhecimento fornecido pelas mídias e empresas que observaram possibilidade de obtenção de lucro com tal modalidade, porém a somatória de tal pensamento causou tumulto no mundo do Parkour, dividindo opiniões.
Do lado dos praticantes que são contra a competição ou propagam a ideia de um parkour como prática não-competitiva incluem-se nomes de peso acerca da prática como: Sebastién Foucan, Erwan Le Corre, Naim, ParkourUK, Fédération Internationale des Arts du Déplacement (FIADD), Parkour Generations, entre outros, os quais defendem um parkour voltado para o indivíduo, para a busca de sua própria essência e autoconhecimento.
- Segundo a ParkourUK, o parkour, o free running e o art du deplacement são disciplinas de treino físico e não-competitivas, voltadas para a movimentação livre, sobre e em qualquer tipo de terreno usando apenas as habilidades do corpo, principalmente a corrida, saltos, escaladas e movimento quadrupedal.[175] Em 2010, a ParkourUk emitiu uma nota oficial manifestando repúdio ao MTV Ultimate Parkour Challenge: “Esse evento não reflete os valores básicos e os principios do Parkour / Freerunning, e nem representa o método, a prática e os seus objetivos. Competir por pontos ou posição de destaque é contrário a filosofia, ética e espírito da disciplina”[178].
- As palavras de Dan Edwardes reforçam o espírito não-competitivo da prática: "Uma explicação para seu amplo e extenso alcance encontra-se dentro do ethos do próprio Parkour; que não é competitivo e procura desenvolver apenas as habilidades e talentos naturais de cada indivíduo em vez de tentar forçá-los a se conformar a uma maneira singular de performance ou de 'jogar o jogo' "[172]
- Ainda, na mesma linha de pensamento, Chris 'Blane' Rowat descreve que: "[...] apesar das tentativas por parte de várias organizações, em promover competições, Parkour é uma atividade não-competitiva"[177] . Blane também ressalta os perigos das competições para os participantes: "[...] cada grande evento organizado de competição de Parkour resultou em pelo menos um grande dano a um concorrente."[177] .
- A pesquisadora e filósofa, Julie Angel, conhecida internacionalmente por seus trabalhos com o tema Parkour destaca que: "[...]Os empresários da indústria do entretenimento e os capitalistas agressivos criaram formatos de concorrência, justificando a sua existência através da apropriação do termo "freerunning" na tentativa de criar um modelo financeiro que lhes permita vender direitos televisivos e alimentar uma nova geração de consumidores dispostos a comprar."[174]. A autora leva o leitor a indagar-se se a industria midiática é um parasita ou simplesmente inspiração para as gerações futuras, e ressalta que: "existem dois lados para a arte do parkour, mesmo se você ver e ouvir muito mais sobre um do que o outro."[174] Angel ainda faz menção as falas de David Belle e destaca que: "[...] o Parkour agora é praticado em todo o mundo, mas pode ser uma atividade perigosa, então saiba por que você está fazendo isso e certifique-se de que são boas razões"[174] .
- A Fédération Internationale des Arts du Déplacement (Federação Internacional da arte do Deslocamento, no original) ou FIADD, usam a mesma descrição[179] que a ParkourUK[175] para designar os motivos pelos quais defendem o Parkour não-competitivo e adiciona, além deste, mais oito elementos à sua ética de prática: Humildade, Respeito por todos, Auto-domínio, Disciplina, Amizade e Comunidade, Auto-suficiência, Ajudar os outros e Preservar o ambiente.[179]
- Na Índia, a organização Chennai Parkour é atualmente a única organização registrada que trabalha com treinamento da modalidade no país, o grupo faz questão de ressaltar que é uma prática não-competitiva e que embora existam formatos competitivos, devido à natureza de alto risco de tais formatos, tendem a evitar tais competições na cidade de Chennai, pelo menos.[180]
- Caitlin Pontrella, instrutora de Parkour em Nova Iorque descreve que a competição incentiva ainda mais o processo de diluição pelo qual os princípios Parkour vem sendo submetido através dos anos: "Uma vez que coisas como competição, ego, necessidade de aprovação e um senso de auto-importância começam a fluir, uma vez que começamos a definir a ideia de "um praticante de elite", fica difícil manter os princípios Parkour de: respeito mútuo, segurança pessoal, moderação, partilha de conhecimento e humildade.".[173] Outro ponto levantando por Pontrella, remete aos efeitos nocivos da divulgação de eventos mostrando apenas os mais fortes, as maiores façanhas em competições como o Art of Motion da Red Bull e o Ninja Warrior, com praticantes e expectadores aplaudindo obsessivamente os maiores e o mais "incríveis" vídeos, alienando dessa forma, o praticante casual, o iniciante, o jovem e mais fraco e aquele que já tem uma inclinação para tal forma.[173]
- Para o criador do Free running, Sebastién Foucan, o aspecto da competição é: "[...] uma limitação e uma ilusão"[74]. Foucan também ressalta os aspectos motivacionais negativos dos praticantes, enfatizando que: "[...] se a sua motivação é querer ganhar um troféu, ou ser melhor que alguém, você não está pensando no que é melhor para você e para seu corpo."[74]

Do lado dos defensores a favor das competições ecoam vozes da World Freerunning Parkour Federation (WFPF), e personalidades de renome construídos recentemente pelos campeonatos e vídeos da internet como Tim “Livewire” Shieff, Ryan Doyle e Oleg Vorslav, os quais vislumbram as competições com algo positivo, seja na divulgação de amplo espectro, seja no uso do dinheiro arrecadado, segundo eles, para uso e construção de locais apropriados para a prática, embora na realidade, os próprios divulgadores tenham como objetivo-mor a propagação de campeonatos e auto-promoção mundo afora.
- A WFPF, bem como a IPF (International Parkour Federation) defende abertamente a propagação de competições pelo mundo como o MTV’s ULTIMATE PARKOUR CHALLENGE - JUMP CITY (2009), Urban Runners Challenge e Parkour Pro-Am (2016), ressaltando inclusive o valor de um dos prêmios conseguidos ($3000) por um dos seus atletas, Erik Mukhametshin.[181]
- O designer gráfico e praticante, Adrian Ilków do grupo Parkour da cidade de Mayo, descreve que Parkour não deve ser descrito como um esporte e que não é uma disciplina competitiva.[182] Entretanto, o mesmo Adrian diz que existem competições como Red Bull Art of Motion, mas que não são competições entre os freerunners, mas sim entre o estilo destes no ambiente onde é realizado o evento.[182]
- O grupo Urban Free Flow fez uma parceria com a Movement Unleashed em 2015 com a justificativa de promover um melhor aprendizado e novas experiências de treinamento. O grupo tentou modificar terminologias, realizar filmagens, fazer julgamentos de qualidade e até uma competição, onde os vencedores ganhariam uma viagem para treinar com os especialistas das Urban Free Flow, os quais foram relacionados como sendo alguns dos "melhores na disciplina", sob a ideia de que o movimento seria sobre diversidade e inclusividade e apoio à comunidade de Parkour/Free running/Art du Deplacement[183]. Entretanto, a competição não recebeu o número mínimo esperado de participantes e foi cancelada. O mesmo grupo ainda foi responsável pelo evento Barclaycard World Freerun Championships em 2009, com divulgação pela BBC e patrocínio de empresas como a Sony, Adidas e Eletronic Arts.[184] O evento foi realizado sob o pretexto de uma competição saudável entre competidores globais, para entreter e disseminar o interesse pela disciplana no show.[184]
- Tom Coppola, outrora defensor de uma prática não-competitiva para o Parkour mudou radicalmente seu modo de pensar e agir com relação às competições por conta de uma experiencia pessoal promovida pela Parkour Visions com percursos do American Ninja Warrior sob a justificativa de que competições seriam agradáveis para os participantes e interessantes para os expectadores e que deveriam crescer fora da comunidade.[185] Tom ainda descreve a competição como algo que pode trazer qualidade de vida, bem como enaltecer o aspecto do desafio pessoal e que a falta de competições é motivo de retenção para que mais praticantes adentrem a prática por lazer.[185] Atualmente, Tom é defensor do Parkour em formato competitivo sendo um dos organizadores do North American Parkour Championships e ressalta que as competições irão trazer mais adeptos para a prática.[185]

Entre tantos discursos torna-se deveras complicado para alguém que esta chegando e conhecendo o Parkour hoje, opinar. De um lado um grande levante de praticantes que procuram buscar a manter os preceitos originais da prática, a disseminação consciente, o treinamento organizado, a construção de um espírito forte, viril, honesto. Do outro lado, um grupo cada vez maior de indivíduos cujos discursos se baseiam em diversos aspectos, algumas vezes fundamentados como apontam os pesquisadores Chagas, Rojo e Girardi (2015, p. 30): "[...] na concepção de que políticas públicas são destinadas para a disseminação de esportes, e isto se evidencia quando o interesse do mesmo é para esportes de rendimento, havendo assim um grande interesse em esportivizar o Parkour, pensando que desta forma teriam mais espaços físicos para a prática além de investimento financeiro para a disseminação da mesma enquanto reconhecida como esporte."
Nos últimos anos tem sido uma tendência a nível nacional, ainda que em desenvolvimento, de esportivização da prática, e dessa forma já foram realizadas quatro competições, todas na cidade de São Paulo (Art of Motion, 2011; Desafio Urbano, 2014/15, 2015/16 e 2016/17). Entretanto, grande parte dos praticantes não consente com esta tendência realizando protestos como o Disaster of Motion e manifestos tanto em redes sociais quanto pessoalmente contra estas competições. Essa negativa ocorre pela desaprovação na criação de elites as quais vem a causar uma distinção entre os participantes (Marque apud Chagas, Rojo e Girardi, 2015, p. 24).
Embora os defensores do aspecto competitivo preguem que não existe um sistema divisor entre os praticantes, que todos são iguais e que não existem elites, dentro das competições, exercer pressão ou ser pressionado é uma afirmação e uma imposição. Claramente, nas competições de Parkour o objetivo é se afirmar e impor como superior ao outro.
Em última instância, estão aqueles cujo pensamento se coloca a frente de tais discussões, ponderando sobre suas decisões, suas falas e seu posicionamento com relação à questão das competições, um dos exemplos é Alberto Brandão, um dos traceurs mais antigos e conhecidos do Brasil, que ressalta que praticantes de Parkour são em essência, competitivos e que, embora essa competição seja algo intrínseco é necessário estar aberto a novas ideias e questionamentos quando se trata do assunto. Ainda, o mesmo Alberto Brandão relembra a importância de se pensar sobre a prática de maneira introspectiva: "Quando a gente só valoriza aqueles que são tecnicamente melhores estamos esquecendo o Parkour que estamos tentando alcançar. Não sei para você, mas para mim, Parkour é sobre seres humanos melhores, tudo aquilo que torná-lo fora disso, merece ser descartado."
Eduardo Rocha, conhecido traceur, ex-presidente da Associação Brasileira de Parkour e co-responsável por vários dos eventos de Parkour mais notórios na região do nordeste do Brasil apresentou uma série de ponderações que todo traceur deveria (ou, pelo menos, poderia) ter acerca dos aspectos competitivos para o Parkour. Eduardo ressalta a importância de observar os dois lados do aspecto competitivo, a importância do cuidado com pré julgamentos, os problemas com a idolatria nos participantes, inspirações, acidentes, responsabilidade, liberdade e o abraço do futuro inevitável das competições no Parkour. Outro aspecto relevante ressaltado por Eduardo é a influência que as competições irão causar na vida, treino e pensamento de cada traceur espalhado pelo mundo, enaltecendo que cada pensamento e forma de treinar é única, bem como a decisão de tomar partido favorável ou contrário com relação as competições.
Sobre posicionamentos acerca das questões relacionadas à competição, David Belle em 2014 discorre que as competições são um elemento do processo de evolução do Parkour e que cabe a cada praticante a decisão de ser ou não favorável a elas, porém é necessário que cada um saiba o caminho que esta escolhendo, pois este caminho deve ser movido por vontade, felicidade, e bem estar. O próprio David diz que prefere não competir mas que não irá dizer o que fazer e como fazer a outras pessoas e tampouco irá se posicionar a favor do banimento de competições pois para ele, o que importa é o respeito.

## Prática consciente no Brasil
Em contrapartida às dificuldades e problemas, existem diversos praticantes envolvidos com a disseminação consciente da prática do Parkour no cenário nacional, podendo ser a partir de iniciativas pessoais, de grupos, de organizações e de projetos esportivos e sociais, trazendo a modalidade de forma lúdica, divertida e enaltecendo como uma forma de melhora na qualidade de vida e saúde do praticante.

### Projetos sociais
- Em Taubaté, o Parkour encontra apoio e divulgação no programa Geração Radical pela prefeitura municipal.[192][193][194][195]

### Iniciativas e grupos
- En Mouvement que atua com o grupo Parkour Volta Redonda com o intuito de divulgar a arte do deslocamento.[196] Atualmente o grupo é reconhecido não só pela prática mas por já ter realizado eventos de renome no cenário local e nacional relacionados à modalidade.[197] O grupo atende às localidades de Volta Redonda, Santa Rita de Jacutinga e Barra Mansa.
- Movimento Mais Flow[198] que surgiu em São Paulo com a ideia de "expressar a mente pelo corpo em movimento". Atua com diversas práticas, além do Parkour como: forró, jazz, gafieira, ioga e acroyoga.
- JJ Parkour.[199] Um dos responsáveis pelo Parkour Rio[200] da cidade do Rio de Janeiro que ministra aulas de Parkour (iniciação), trilhas naturais, projetos sociais, entre outros serviços.
- Parkour Londrina[201] da cidade de Londrina, que em conjunto com a Pro Parkour - Paraná,[202] atua em diversas parcerias com a Fundação de esportes municipal em eventos esportivos[203][204][205][206][207] e com Instituições de Ensino Superior em eventos[208][209][210] e palestras.[211]
- A In-Flow[212] (Associação de Parkour do interior de São Paulo) é uma junção de diversos grupos do interior de São Paulo, visando fortalecer a prática fora da capital paulista por meio de eventos sem fins lucrativos e encontros.
- No Youtube é possível encontrar o canal 'Pulga na área',[213] do traceur Humberto Cortês que produz conteúdo informativo e tutoriais de movimentos de Parkour.
- Na Paraíba, O grupo Geração Parkour[214][215][216] é um dos mais organizados do Nordeste do Brasil, realizando diversas ações em João Pessoa, sendo inclusive organizador do Encontro Nordestino de Parkour[217] de 2019.
- Em Jaboticabal, o grupo RasTracer - Parkour & Método Natural[218] desenvolve várias ações em conjunto com a comunidade,[219][220][221][222][223][224][225][226][227] prefeitura municipal[228][229][230] e o SESC,[231][232] com organização de eventos,[233][234] instituições de ensino[235] e apresentações públicas.

## Na cultura popular & Entretenimento
O Parkour ganhou o mundo por meio das mídias, inicialmente pela TV, depois ganhou força pelo cinema e explodiu como fenômeno pela internet. Existem produções de todos os tipos e a cada ano diferentes canais de comunicação auxiliam na divulgação da modalidade.
Nas séries de vídeo jogos 'Assassin's Creed', 'Batman: Arkham Asylum', 'Batman: Arkham City', 'Mirror's Edge', 'Mirror's Edge 2', 'Prince of Persia', Brink, Tron: Evolution, Crackdown, Crackdown 2, Dying Light, inFamous 1 e 2, os personagens jogáveis, fazem uso do Parkour, andando por cima dos telhados das cidades, saltando muros, etc.
- (1997) Neste ano foi veiculada a primeira reportagem televisiva com David, Sebastien, Chau, Yanh e outros praticantes no canal francês France 2 (ou Stade 2).
- (2000) O filme Táxi 2, sobre motoristas de táxi que se envolvem em tramas policias como sequestros, acidentes, criminosos procurados e afins com a participação dos membros do grupo Yamakasi.
- (2000) No videoclipe 'it's my life', da banda Bon Jovi, o protagonista tentar alcançar a namorada em um túnel e para isso usa de técnicas de Parkour.
- (2000) A película francesa Rios Vermelhos (Les rivières pourpres, no original), estrelada por Jean Reno, tem cenas de Parkour.
- (2001) O filme Yamakasi - Les samouraïs des temps modernes (Yamakasi - Os samurais dos tempos modernos, em português), apresenta os membros do grupo Yamakasi os quais são as personagens principais.
- (2002) David Belle estrela um comercial da BBC para o programa Rush Hour.[19]
- (2002) No filme Intervenção Divina, David Belle atua como atirador.
- (2002) No filme Femme Fatale dirigido por Brian De Palma, David Belle interpreta um policial francês contracenando com Antonio Banderas e a linda Rebecca Romijn.
- (2003) O filme Ong-Bak mostra no seu início cenas de Parkour com o ator Tony Jaa fugindo de bandidos dentro de uma feira.
- (2003) O documentário Jump London, uma produção do Channel 4 do Reino Unido aborda a prática do Parkour e do Free running.[15]
- (2003-2012) Na série portuguesa 'Morangos Com Açúcar - Série V', transmitida diariamente na TVI, o Parkour é apresentado como o desporto principal, praticado por três personagens protagonistas.
- (2004) Jean Reno volta a ação com a continuação Rios Vermelhos 2: anjos do apocalipse (Les rivières pourpres 2 - Les anges de l'apocalypse , no original). O filme contém diversas cenas onde são realizadas perseguições utilizando Parkour. Nesta continuação David Belle e Cyril Rafaelli realizam as cenas de Parkour, atuando como dublês.
- (2004) O filme 'B-13' ou '13º Distrito' (Banlieue 13) mostra David Belle, que encarna a personagem Leito, em várias cenas de Parkour.[19]
- (2004) Na continuação, os Yamakasi retornam com o filme 'Yamakasi - os filhos do vento' (Yamakasi - les fils du vent, no original) também há cenas de Parkour e Free running.
- (2004) O filme The Great Challenge, mostra um grupo de jovens lutadores franceses vai para Bangcoc a fim de montar uma academia. O filme tem como protagonistas os integrantes do grupo Yamakasi.
- (2005) O documentário Jump Britain uma produção do Channel 4 do Reino Unido aborda a prática do Free running.[15][19]
- (2005) David Belle estrela o curta-metragem "Un Monde Meilleur" (Um Mundo Melhor, em português), filme dirigido por Igor Pejic.[236]
- (2005) No filme Carga Explosiva 2, estrelado por Jason Stathan, David Belle realiza e coordena cenas de ação como dublê.
- (2006) No filme Casino Royale há cenas de Parkour, com Sébastien Foucan logo nas primeiras cenas de ação.
- (2006) Madonna exibiu extensivamente o Free running em seus videoclipes das músicas Hung Up e Jump.
- (2006) No videoclipe de David Guetta Vs The Egg, Love Don't Let Me Go, há alguma demonstração da prática.
- (2006) O curta metragem francês Un monde meilleur (Um mundo melhor), dirigido por Igor Pejic, apresenta David Belle como um mercenário que busca o paraíso longe das batalhas.[237]
- (2007) O documentário Geração Yamakasi é considerado como maior documentário já realizado sobre os praticantes originais do Parkour e do Art du déplacement. Obrigatório para qualquer um que queira se iniciar na prática da modalidade.
- (2007) O blockbuster Duro de Matar 4 mostra Ciryl Raffaelli interpretando um mercenário que enfrenta o policial John McClane, interpretado por Bruce Willis.
- (2008) Lançamento do documentário Projeto Peregrinação (Pilgrimage Project) idealizado e produzido por Duncan Germain com aprovação de David Belle. É considerado por muitos praticantes de Parkour, especialmente os mais velhos como o maior guia sobre a prática já produzido.
- (2008-...) No mangá brasileiro Turma da Mônica Jovem, Cascão é um praticante de Parkour e tem um vídeo de Parkour no Youtubo (paródia baseada no Youtube).
- (2008) No filme 'O Justiceiro em zona de guerra' (Punisher: War Zone, no original) há três praticantes de Parkour trabalhando como entregadores.
- (2008) No videoclipe 'It's Not My Time' da banda 3 Doors Down, um praticante com alguma espécie de poder pré-cognitivo usa técnicas de Parkour para ganhar tempo a fim de tentar evitar um desastre de carro.
- (2008) O filme Missão Babilônia (Babylon A.D.), dirigido por Mathieu Kassovitz e estrelado por Vin Diesel tem a participação de David Belle e outros traceurs.
- (2008) No filme francês J'reviens (sem tradução e lançamento no Brasil), estão no filme membros da antiga e da nova geração dos Yamakasi: Damien Buffard, Malik Diouf, Antoine Dupré, Alexandre Lopoka e Charles Perrière.
- (2008) O fundador do Free Running, Sebastien Foucan aparece em um comercial da Nike fugindo de uma galinha raivosa.
- (2009) Na novela Cama de Gato a abertura é realizada por pessoas fazendo Parkour, formando uma "cama de gato".
- (2009) O filme 'B-13 ULtimato' (Banlieue 13 - Ultimatun) traz a dupla explosiva David Belle, que encarna novamente Leito, em várias cenas de Parkour em conjunto com Cyril Rafaelli.
- (2010) No filme Aposta Radical (Skills) existem muitos comentários sobre o Parkour, com participação de Marcus "Zyrken" Gustafsson.
- (2010) O filme Príncipe da Pérsia: As Areias do Tempo, David Belle realiza o trabalho como coordenador e coreógrafo de movimentos. O filme é repleto de cenas com Parkour.
- (2011) O filme Fuga Alucinante (Freerunner) mostra um praticante de parkour correndo contra o relógio para atravessar a cidade na tentativa de salvar sua namorada e a si próprio.
- (2011) No filme Colombiana: Em Busca de Vingança, David Belle é o coordenador e coreógrafo de cenas de ação que envolvem Parkour no filme.[238]
- (2011) David Belle está no comercial da Canon para mostrar o lançamento de uma nova câmera digital.[239]
- (2011) David Belle está no comercial da Remington[240] para mostra o lançamento de um novo barbeador elétrico. Curiosamente neste comercial Belle apresenta muitos aspectos do Parkour quase em forma de mini-documentário.[241]
- (2011) No Filme O Retorno de Johnny English, interpretado pelo impagável Rowan Atkinson, que ficou mais conhecido pelo mundo como o icônico Mr. Bean, umas das cenas do filme é conduzida com uma perseguição do agente especial no encalço de Willians Belle[36] dos Yamakasi, interpretando o vilão Ling que, mesmo com todo seu conhecimento de fuga com o Parkour, é capturado facilmente pelo atrapalhado agente britânico.
- (2011) A empresa Guaraná Antarctica divulgou um comercial com uma versão muito bem humorada do Parkour.[242]
- (2012) A Sony lança um comercial do celular XPERIA baseado no filme Homem Aranha, o comercial é estrelado por Pip Andersen que vive uma paródia de Peter Parker.
- (2012) O mangá R.u.N. (Remember ur Nature) trata de adolescentes praticantes de Parkour e Free running na cidade de Tóquio.
- (2012-2016) O ator Stephen Amell aprendeu Parkour na Tempest Academy como preparação para interpretar Oliver Queen na série de televisão Arrow. Caity Lotz, que também esta no seriado, também é praticante.
- (2012) David Belle aparece em um dos episódios do seriado de ficção científica Métal Hurland Chronicles.
- (2012) David Belle protagoniza o comercial da marca Vittel[243] (Nestlé), onde ele corre atrás de uma garrafa de água voadora.[244]
- (2013) No filme Run (Street Run, no Brasil) existem cenas extensivas da prática do Parkour. Os dublês do filme são da equipe Tempest Freerunning e da equipe Storm Freerun. O Filme, embora repleto de referências, foi considerado por muitos praticantes de Parkour, como o pior filme já feito sobre a prática, com cenas extremamente clichês.
- (2013) No filme A Familía, David Belle interpreta Mezzo, uma personagem secundária. O filme, que foi dirigido por Luc Besson, recebeu boas críticas  contém nomes de peso do cinema como Robert De Niro, Michelle Pfeiffer e Tommy Lee Jones.
- (2014) O filme '13º Distrito' (Bricks Mansions), um remake hollywoodiano de Banlieue 13, apresenta David Belle interpretando o presidiário Lino, em parceria com o ator Paul Walker.
- (2014) Um grupo de jovens participou de uma campanha para incentivar o turismo no Egito, em especial nas pirâmides de Gizé. O grupo aparece realizando diversos saltos em uma das pirâmides.[245]
- (2015) O filme Tracers, traz uma bela e misteriosa mulher ajuda que usa o Parkour para realizar roubos ajuda um mensageiro de bicicleta a escapar da máfia chinesa.
- (2015) A empresa Techland contrata David Belle para ser o coordenador de movimentos e modelo do jogo Dying Light: good night, good luck.
- (2016) David Belle aparece travando uma batalha em um mundo pós-apocalíptico no curta-metragem Jaya.[246]
- (2016) A minissérie de 10 episódios, Brutal: Taste of Violence traz David Belle e o Yamakasi Charles Perrière como atores e escritores do episódios.[247]
- (2016) David Belle aparace como coadjuvante na comédia de ação chinesa Super Express, Belle interpreta um ladrão internacional de antiguidades que é perseguido no filme.
- (2016) Em um dos episódios do aclamado seriado Hawaii Five-0 (Hawai 5-0, no Brasil), O atleta de Parkour Jesse La Flair interpreta um suspeito sob investigação da equipe 5-0 e realiza uma fuga cheia de movimentos de Parkour em algumas cenas do seriado.
- (2016) A adaptação para a grande tela do jogo Assassin's Creed apresenta várias cenas de movimentação e tem Damien Walters como dublê.
- (2017) David Belle protagoniza o seriado francês À Jamais (Forever, em inglês) onde interpreta um ladrão cujo filho foi assassinado e ele (Belle) resolve fazer justiça com as próprias mãos.[248]
- (2017) David Belle protagoniza o novo comercial da Porsche par ao modelo 911 GT2 RS, contrastando cenas de Parkour e do veículo pilotado por Belle em alta velocidade em um autódromo.[249]
- (2017) David Belle e um grupo de jovens traceurs participam de um comercial bem humorado para o lançamento do ZenFone 4 da ASUS, ao som de uma versão alternativa de What a Wonderful World.[250]
- (2017) No filme Em ritmo de fuga (Baby Driver, no original), o protagonista Baby (Ansel Elgort) um jovem motorista de fuga que decide trocar sua vida de crime pela garota de seus sonhos. Baby realiza diversas manobras de Parkour durante uma de suas fugas a pé.
- (2018) David Belle está no filme Defying Chase,[251] onde um dublê se envolve acidentalmente em uma cena de crime de roubo de artefatos culturais e precisa provar a sua inocência.[252]
- (2018) Aadhi[253] conta a estória um jovem que almeja se tornar diretor musical de filmes e que nas horas vagas compartilha sua paixão pelo Parkour com amigos na praia, mas acaba se envolvendo em conspirações criminosas contra sua vontade.

## Sobre movimentação e obstáculos
A movimentação do Parkour é permeada de variáveis, entretanto, muitos praticantes iniciantes preocupam-se demasiadamente com nomeclaturas e pouco com os aspectos mais relevantes do movimento em si e do ambiente onde pretende-se realizar a movimentação. Assim, é possível observar diversos aspectos e curiosidades acerca da movimentação, bem como do ambiente onde esta será realizada.
É necessário observar ainda que, quando são abordadas as técnicas do Parkour, o aprendiz não pode simplesmente apenas reproduzir o que acabou de aprender, é necessário que o movimento aprendido lhe traga subsídios para melhorar a sua própria movimentação. David Belle (2009, p. 59) ressalta esse aspecto do aprendizado e desenvolvimento do movimento único de cada pessoa: 'Quando um jovem me pergunta: "Você pode me mostrar como fazer isso?" Eu simplesmente respondo: "Não, eu vou te mostrar como faço, então você terá que aprender com sua própria técnica, sua própria maneira de se mover, seu estilo, suas habilidades e suas limitações. Você vai aprender a ser você mesmo, não outra pessoa."
Entretanto, mais do que decorar uma lista infindável de movimentos ou nomes, são necessárias observações e ponderações sobre outros elementos mais importantes ligados à movimentação como:

### Variáveis dos obstáculos[75]
As variáveis dos obstáculos são de grande valor e importância pois oferecem questionamentos aos praticantes durante o percurso. Ainda segundo Angel (2011, p. 109) o "[...] ambiente é seu amigo, seu rival e seu parceiro [...]", mostrando que o cenário onde o praticante se coloca é rico em possibilidades de movimentação, oferecendo diversas maneiras de interagir com o ambiente.
- Observar a área de contato
- Observar e testar a resistência do material
- Verificar a inclinação da superfície
  1. Horizontal
  2. Vertical
  3. Inclinado
- Verificar a aderência do local
- Verificar o nivelamento entre obstáculos
  1. Cima-baixo
  2. Baixo-cima
  3. Mesmo nível
- Verificar a altura
  1. Linha do quadril
  2. Acima da cabeça
  3. Acima da envergadura vertical
- Verificar o comprimento
- Verificar o condições do clima
- Verificar a Distância entre obstáculos

### Movimentação fundamental e variações[75]
- Deslocamento em uma trajetória (ou, o que observar e estar atento)
  1. Obstáculos
  2. Criatividade
- Sequência de transposição de obstáculos (COM contato)[75] :
  1. Rotações
  2. Equilíbrio
  3. Saltos
  4. Rolamentos
  5. Nados
  6. Escaladas
  7. Corridas
- Sequência de transposição de obstáculos (SEM contato)[75] :

1. Giros;
2. Saltos:
  1. Impulsão:
    1. Com um pé
    2. Com dois pés
    3. Com uma mão
    4. Com duas mãos
    5. Com mãos é pés

  2. Voô:
    1. Posição dos segmentos
    2. Tronco, quadril e joelho
    3. Estendido ou Flexionado
    4. Plano Frontal
    5. Plano lateral
    6. Plano dorsal
    7. Giros

  3. Amortecimento:
    1. Dinâmico (combinação de outros movimentos)
    2. Final:
      1. Um pé
      2. Dois pés
      3. Uma mão
      4. Duas mãos
      5. Mãos e pés

- Organograma das escaladas[75] :
  1. Deslocamento vertical:
    1. Dois contatos
    2. Três contatos

  2. Transferência de superfície vertical - horizontal
    1. Com flexão de quadril
    2. Com flexão lateral de quadril
    3. Com flexão de tronco
    4. Com flexão lateral de tronco
- Organograma do equilíbrio[75] :
  1. Contatos:
    1. Com uma mão
    2. Com duas mãos
    3. Com um pé
    4. Com dois pés
    5. Combinação

  2. Posição do tronco:
    1. Paralelo ao obstáculo
    2. Perpendicular ao obstáculo
- Organograma dos rolamentos[75] :

1. Direção:
  1. Frente
  2. Lateral
  3. Trás
2. Ponto inicial:
  1. Sobre a porção posterior do músculo deltoide
  2. Sobre o músculo trapézio
  3. Sobre o músculo grande dorsal
3. Saída:
  1. Sobre as mãos
  2. Sobre os pés
  3. Combinação de movimentos

- Organograma das rotações[75] :
  1. Ponto de apoio:
    1. Com uma mão
    2. Com duas mãos

  2. Posição dos segmentos:
    1. Tronco e quadril
      1. Plano frontal
      2. Plano lateral
      3. Plano dorsal
      4. Estendidos
      5. Flexionados

    2. Joelho
      1. Estendido
      2. Flexionado

  3. Sentido
    1. Horário
    2. Anti-horário

## Finalizando
Embora existam diversos discursos, inúmeras fontes de informação e um sem-número de praticantes espalhados pelo mundo, é necessário ter discernimento para entender a modalidade, a qual vem passando por adaptações e modificações ao longo dos anos. Buscas minuciosas por documentários, livros e produções de cunho científico podem trazer muita informação proveitosa, enquanto utilizar-se de qualquer fonte como vídeos produzidos por canais do youtube ou blogs (com raríssimas exceções como os vídeos da série Parkour Literally) em sua maioria, podem vir a elevar o grau de confundimento da prática, repassando informações sem proveito algum.
O parkour é uma prática saudável, pode ser considerado um esporte ou até mesmo um jogo, tem várias influências ginásticas e pode ser praticado em qualquer ambiente e por pessoas de várias idades, desde crianças até idosos, basta lembrar que deve ser uma prática responsável, visando uma melhor qualidade de vida e a própria saúde e, quem sabe, futuramente, níveis atléticos.